# Населення Сомалі
Населення Сомалі. Чисельність населення країни 2015 року становила приблизно 10,7 млн осіб (86-те місце у світі). Оцінка сучасного населення країни ґрунтується головним чином на переписі 1975 року. Через тривалу громадянську війну, міжплеменні сутички, частий голод, постійні міграції кочових племен обчислення населення ускладнене й досить приблизне. Чисельність сомалійців стабільно збільшується, народжуваність 2015 року становила 40,45 ‰ (8-ме місце у світі), смертність — 13,62 ‰ (13-те місце у світі), природний приріст — 1,83 % (62-ге місце у світі) . 

## Природний рух

### Відтворення
Народжуваність у Сомалі, станом на 2015 рік, дорівнює 40,45 ‰ (8-ме місце у світі). Коефіцієнт потенційної народжуваності 2015 року становив 5,99 дитини на одну жінку (4-те місце у світі). Рівень застосування контрацепції 14,6 % (станом на 2006 рік).
Смертність у Сомалі 2015 року становила 13,62 ‰ (13-те місце у світі).
Природний приріст населення в країні 2015 року становив 1,83 % (62-ге місце у світі).

### Вікова структура

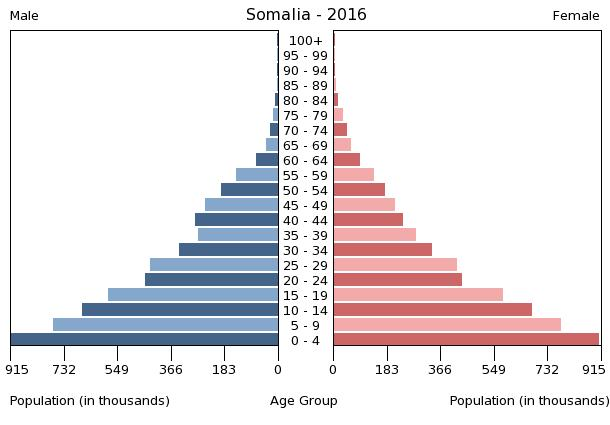
Віково-статева піраміда населення Сомалі, 2016 рік

Середній вік населення Сомалі становить 17,9 року (217-те місце у світі): для чоловіків — 18,1, для жінок — 17,8 року. Очікувана середня тривалість життя 2015 року становила 51,96 року (218-те місце у світі), для чоловіків — 49,93 року, для жінок — 54,06 року.
Вікова структура населення Сомалі, станом на 2015 рік, мала такий вигляд:
- діти віком до 14 років — 43,72 % (2 317 935 чоловіків, 2 323 681 жінка);
- молодь віком 15—24 роки — 18,85 % (1 012 447 чоловіків, 988 251 жінка);
- дорослі віком 25—54 роки — 31,36 % (1 722 230 чоловіків, 1 607 117 жінок);
- особи передпохилого віку (55—64 роки) — 3,83 % (196 664 чоловіки, 209 983 жінки);
- особи похилого віку (65 років і старіші) — 2,24 % (92 658 чоловіків, 145 414 жінок)[1].

## Розселення
Густота населення країни 2015 року становила 17,2 особи/км² (210-те місце у світі).

### Урбанізація
Сомалі середньоурбанізована країна. Рівень урбанізованості становить 39,6 % населення країни (станом на 2015 рік), темпи зростання частки міського населення — 4,06 % (оцінка тренду за 2010—2015 роки).
Головні міста держави: Могадішо (столиця) — 2,138 млн осіб, Харгейса — 760,0 тис. осіб (дані за 2015 рік).

### Міграції
Річний рівень еміграції 2015 року становив 8,49 ‰ (211-те місце у світі). Цей показник не враховує різниці між законними і незаконними мігрантами, між біженцями, трудовими мігрантами та іншими.

#### Біженці й вимушені переселенці
Станом на 2015 рік, у країні постійно перебуває 3,2 тис. біженців з Ємену. У той самий час у країні, станом на 2015 рік, налічується 1,133 млн внутрішньо переміщених осіб через громадянську війну з 1988 року, голод 2011 року.
Сомалі є членом Міжнародної організації з міграції (IOM).

## Расово-етнічний склад
| Етнічний склад (2015 рік) | Етнічний склад (2015 рік) | Етнічний склад (2015 рік) | Етнічний склад (2015 рік) | Етнічний склад (2015 рік) |
| ------------------------- | ------------------------- | ------------------------- | ------------------------- | ------------------------- |
| Етнос:                    |                           |                           | Відсоток:                 |                           |
| сомалійці                 | сомалійці                 |                           | 85%                       | 85%                       |
| народи банту та інші      | народи банту та інші      |                           | 15%                       | 15%                       |

Головні етноси країни: сомалійці — 85 %, народи банту та інші — 15 % населення, араби — 30 тис..

## Мови
| Мови Сомалі (2015 рік) | Мови Сомалі (2015 рік) | Мови Сомалі (2015 рік) | Мови Сомалі (2015 рік) | Мови Сомалі (2015 рік) |
| ---------------------- | ---------------------- | ---------------------- | ---------------------- | ---------------------- |
| Мова:                  |                        |                        | Відсоток:              |                        |
| сомалійська            | сомалійська            |                        | %                      | %                      |
| арабська               | арабська               |                        | %                      | %                      |
| італійська             | італійська             |                        | %                      | %                      |
| англійська             | англійська             |                        | %                      | %                      |

Офіційні мови: сомалійська, арабська. Інші поширені мови: італійська, англійська.

## Релігії
| Релігії в Сомалі (2009 рік) | Релігії в Сомалі (2009 рік) | Релігії в Сомалі (2009 рік) | Релігії в Сомалі (2009 рік) | Релігії в Сомалі (2009 рік) |
| --------------------------- | --------------------------- | --------------------------- | --------------------------- | --------------------------- |
| Віросповідання:             |                             |                             | Відсоток:                   |                             |
| мусульмани                  | мусульмани                  |                             | 100%                        | 100%                        |

Згідно з визначенням Перехідного федерального уряду Сомалі, іслам сунітського спрямування визначено державною релігією країни.

## Освіта
Рівень письменності 2015 року становив 99 % дорослого населення (віком від 15 років): 99 % — серед чоловіків, 99 % — серед жінок.
Дані про державні витрати на освіту у відношенні до ВВП країни, станом на 2015 рік, відсутні.

## Охорона здоров'я
Забезпеченість лікарями в країні на рівні 0,04 лікаря на 1000 мешканців (станом на 2006 рік).
Смертність немовлят до 1 року, станом на 2015 рік, становила 98,39 ‰ (3-тє місце у світі); хлопчиків — 107,07 ‰, дівчаток — 89,45 ‰. Рівень материнської смертності 2015 року становив 732 випадків на 100 тис. народжень (3-тє місце у світі).
Сомалі входить до складу ряду міжнародних організацій: Міжнародного руху (ICRM) і Міжнародної федерації товариств Червоного Хреста і Червоного Півмісяця (IFRCS), Дитячого фонду ООН (UNISEF), Всесвітньої організації охорони здоров'я (WHO).

### Захворювання
Потенційний рівень зараження інфекційними хворобами в країні дуже високий. Найпоширеніші інфекційні захворювання: діарея, гепатит А і Е, черевний тиф, гарячка денге, малярія, гарячка Рифт Валлі, шистосомози, сказ (станом на 2016 рік).
2014 року зареєстровано 34,9 тис. хворих на СНІД (65-те місце в світі), це 0,55 % населення в репродуктивному віці 15—49 років (63-тє місце у світі). Смертність 2014 року від цієї хвороби становила 2,4 тис. осіб (54-те місце у світі).
Частка дорослого населення з високим індексом маси тіла 2014 року становила 3,9 % (162-ге місце у світі); частка дітей віком до 5 років зі зниженою масою тіла становила 23 % (оцінка на 2009 рік). Ця статистика показує як власне стан харчування, так і наявну/гіпотетичну поширеність різних захворювань.

### Санітарія
Доступ до облаштованих джерел питної води 2011 року мало 69,6 % населення в містах і 8,8 % в сільській місцевості; загалом 31,7 % населення країни. Відсоток забезпеченості населення доступом до облаштованого водовідведення (каналізація, септик): в містах — 52 %, в сільській місцевості — 6,3 %, загалом по країні — 23,6 % (станом на 2015 рік). Споживання прісної води, станом на 2003 рік, дорівнює 3,3 км³ на рік, або 377,6 тонни на одного мешканця на рік: з яких 0 % — на промислові, 0 % — на промислові, 100 % — на сільськогосподарські потреби.

## Соціально-економічне становище
Співвідношення осіб, що в економічному плані залежать від інших, до осіб працездатного віку (15—64 роки) загалом становить 98,1 % (станом на 2015 рік): частка дітей — 92,5 %; частка осіб похилого віку — 5,6 %, або 17,9 потенційно працездатного на 1 пенсіонера. Загалом ці показники характеризують рівень потреби державної допомоги в секторах освіти, охорони здоров'я і пенсійного забезпечення, відповідно. Дані про відсоток населення країни, що перебуває за межею бідності, відсутні. Дані про розподіл доходів домогосподарств у країні відсутні.
Станом на 2013 рік, в країні 8,9 млн осіб не має доступу до електромереж; 15 % населення має доступ, в містах цей показник дорівнює 33 %, у сільській місцевості — 4 %. Рівень проникнення інтернет-технологій надзвичайно низький. Станом на липень 2015 року в країні налічувалось 187 тис. унікальних інтернет-користувачів (164-те місце у світі), що становило 1,8 % загальної кількості населення країни.

### Трудові ресурси
Загальні трудові ресурси 2014 року становили 3,109 млн осіб (103-тє місце у світі). Зайнятість економічно активного населення у господарстві країни розподіляється таким чином: аграрне, лісове і рибне господарства — 71 %; промисловість, будівництво і сфера послуг — 29 % (станом на 1975 рік). 1,148 млн дітей у віці від 5 до 14 років (49 % загальної кількості) 2006 року були залучені до дитячої праці. Дані про рівень безробіття серед працездатного населення країни, станом на 2015 рік, відсутні.

## Кримінал

### Торгівля людьми
Згідно зі щорічною доповіддю про торгівлю людьми (англ. Trafficking in Persons Report) Управління з моніторингу та боротьби з торгівлею людьми Державного департаменту США, уряд Сомалі докладає значних зусиль у боротьбі з явищем примусової праці, сексуальної експлуатації, незаконною торгівлею внутрішніми органами, але законодавство відповідає мінімальним вимогам американського закону 2000 року щодо захисту жертв (англ. Trafficking Victims Protection Act’s) не повною мірою, країна перебуває у списку другого рівня.

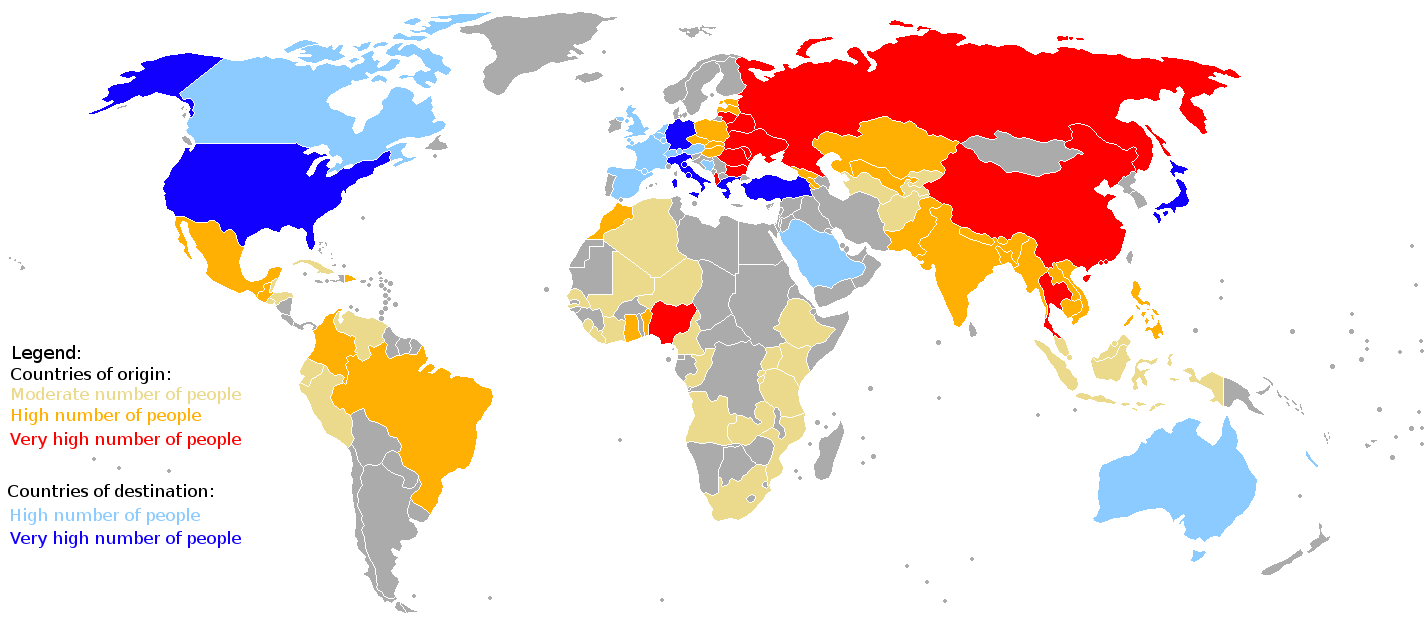
Країни-донори (червоний) і країни-реципієнти кримінальних потоків  (англ.)
Глобальна боротьба з торгівлею людьми (англ.)

## Гендерний стан
Статеве співвідношення (оцінка 2015 року):
- при народженні — 1,03 особи чоловічої статі на 1 особу жіночої;
- у віці до 14 років — 1 особи чоловічої статі на 1 особу жіночої;
- у віці 15—24 років — 1,02 особи чоловічої статі на 1 особу жіночої;
- у віці 25—54 років — 1,07 особи чоловічої статі на 1 особу жіночої;
- у віці 55—64 років — 0,94 особи чоловічої статі на 1 особу жіночої;
- у віці за 64 роки — 0,64 особи чоловічої статі на 1 особу жіночої;
- загалом — 1,01 особи чоловічої статі на 1 особу жіночої[1].

## Демографічні дослідження
Демографічні дослідження в країні ведуться рядом державних і наукових установ:

## Галерея

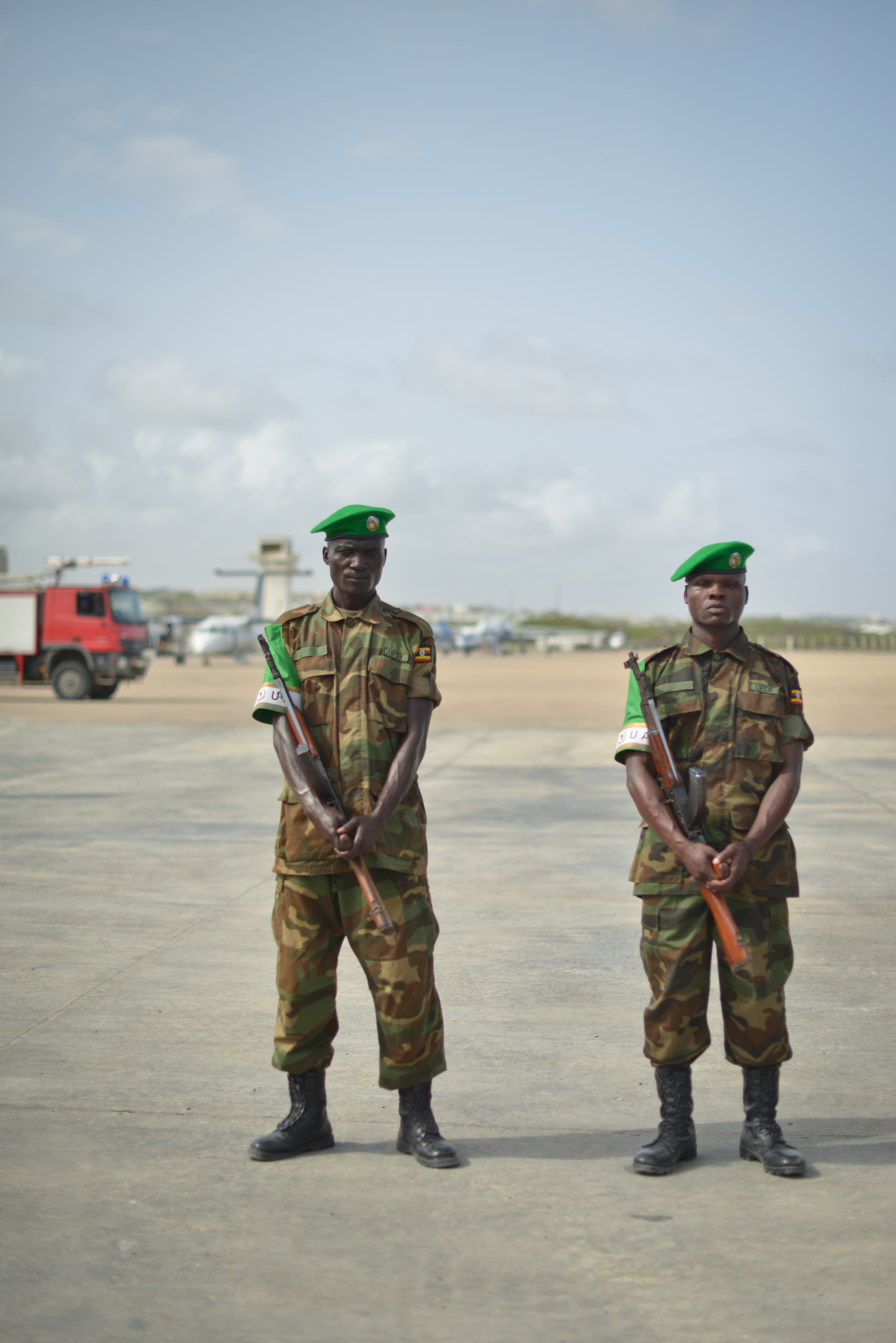
Сомалійські солдати, 2013 рік
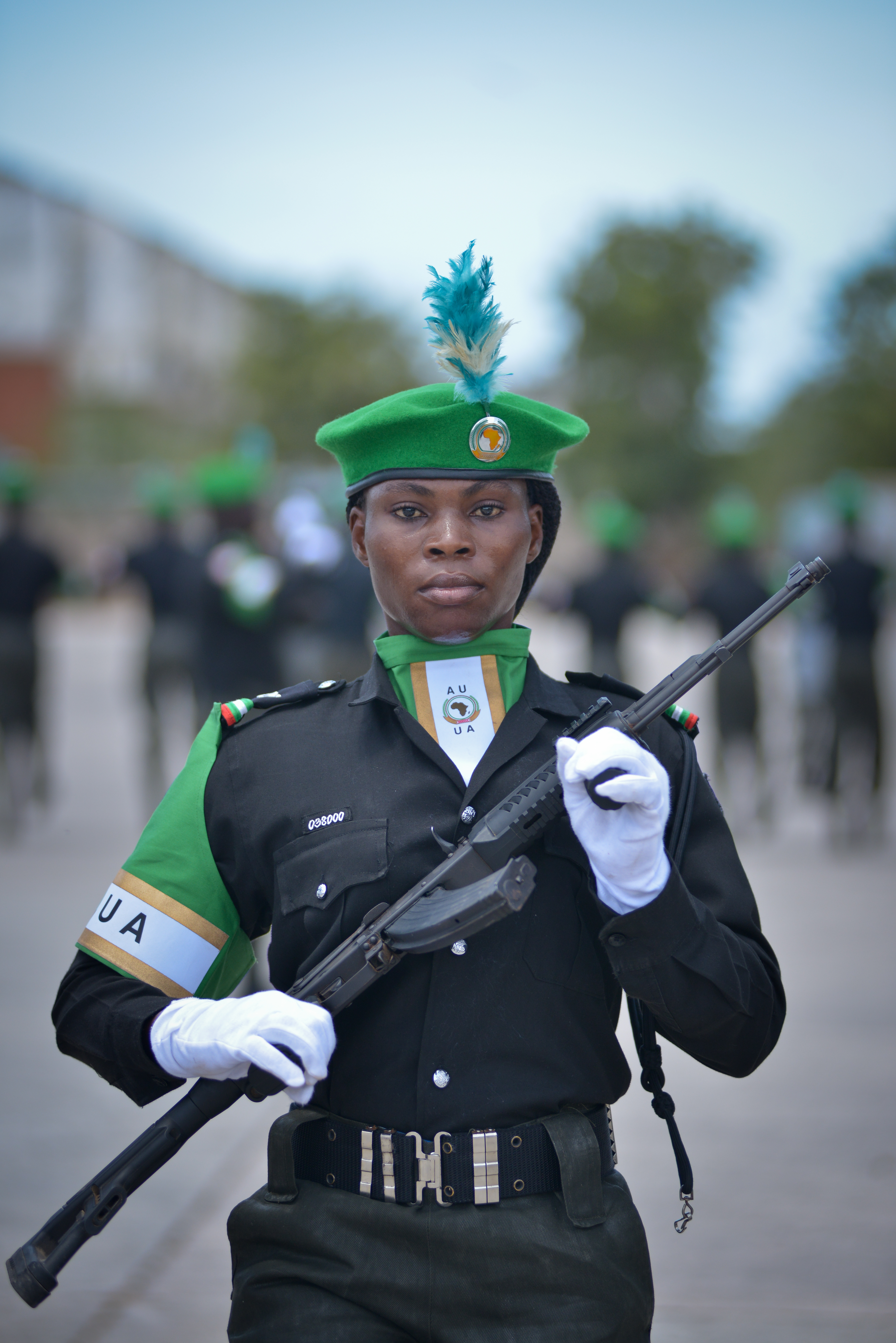
Під час військової церемонії нагородження, учасниця військового контингенту із Нігерії
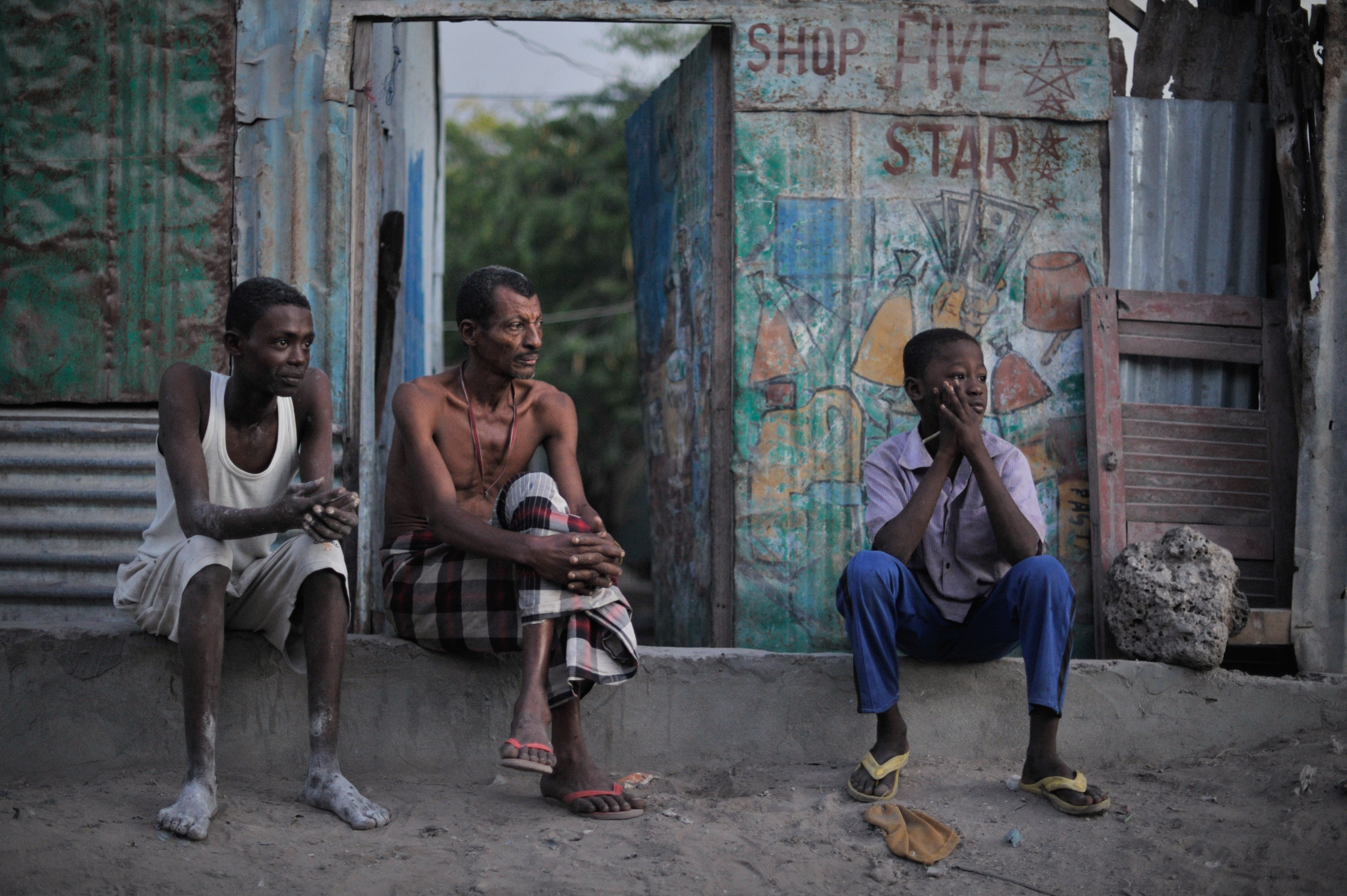
Батько із синами
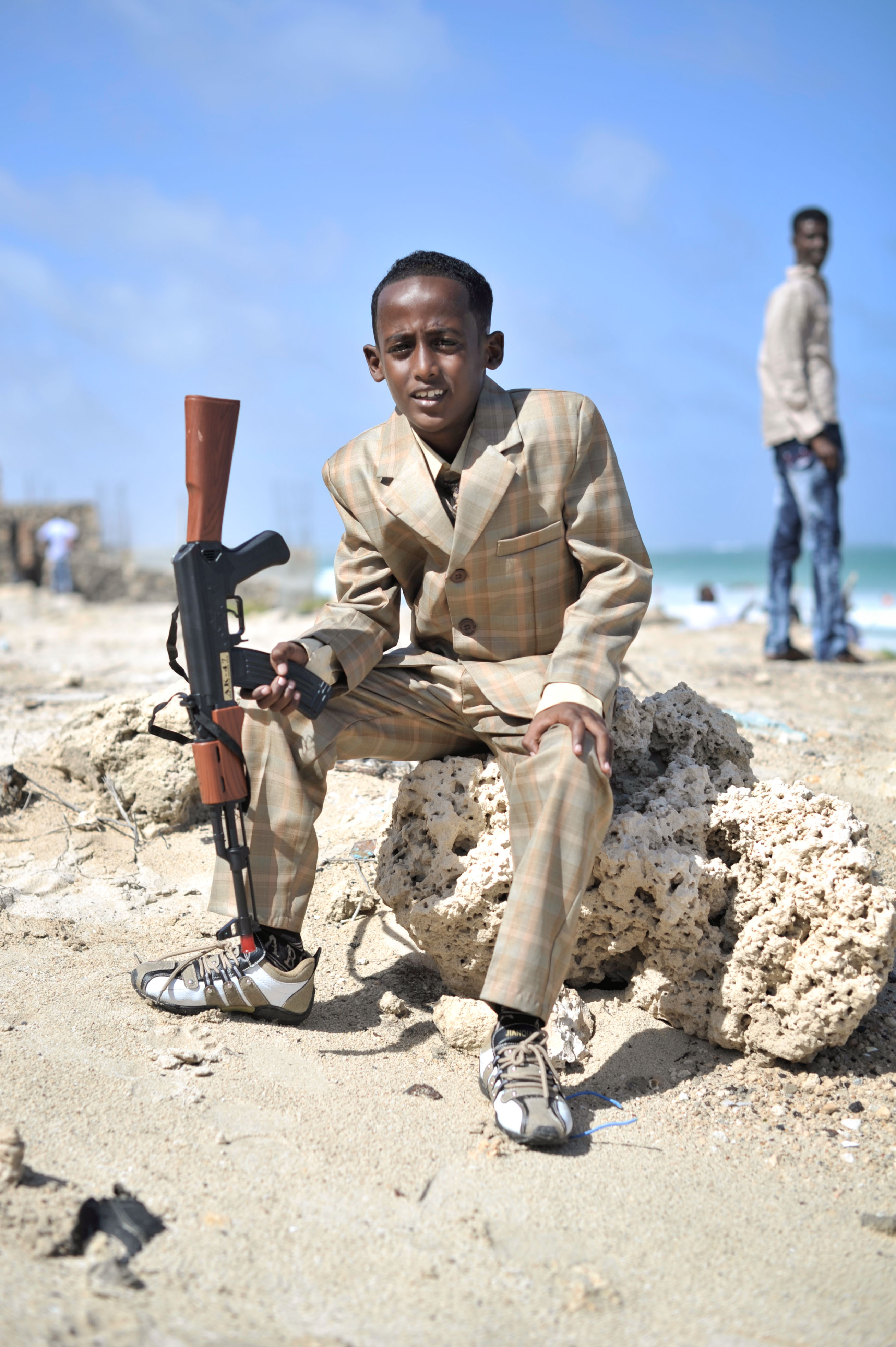
Хлопчик позує із іграшковим автоматом (свято Ейд)
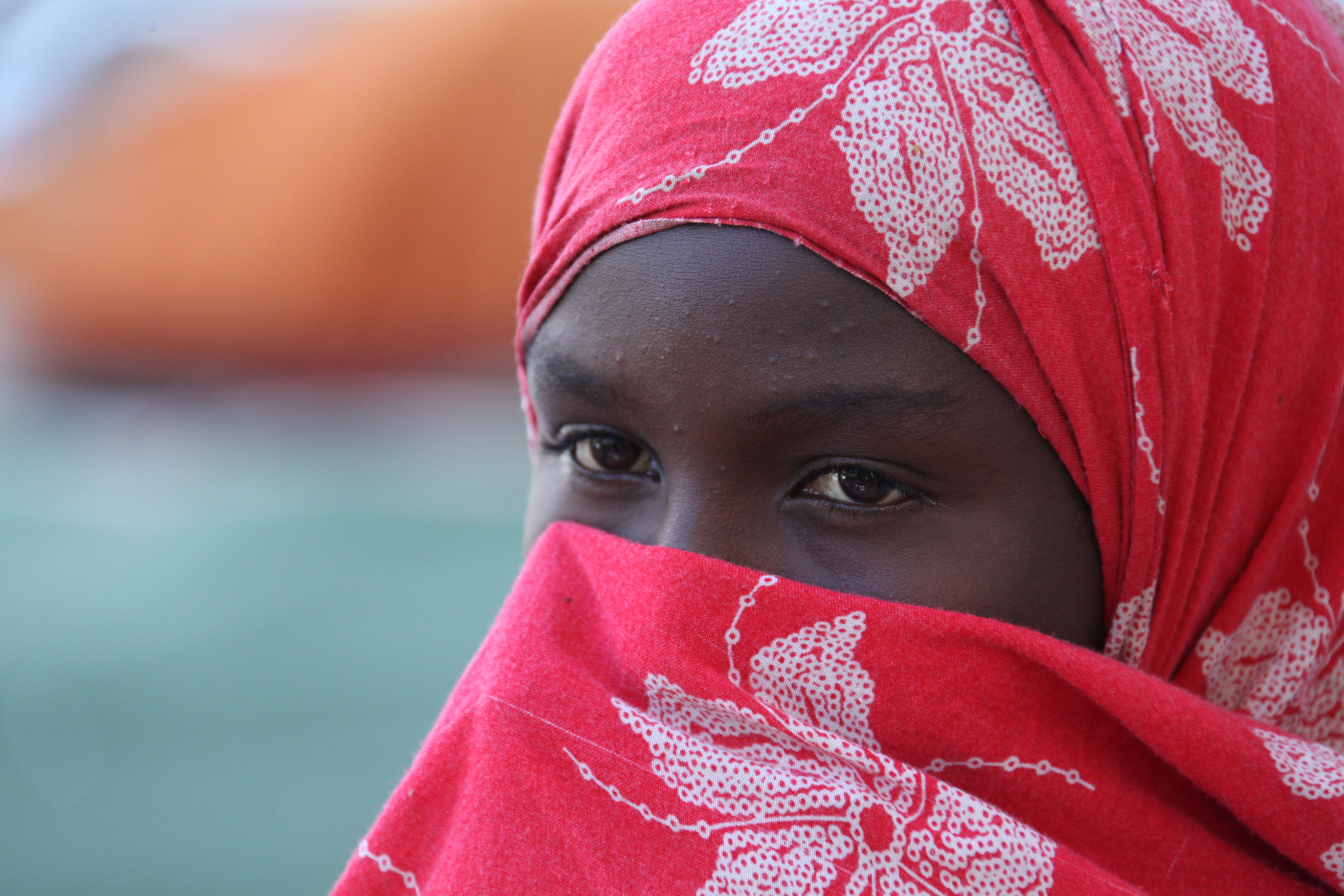
Дівчина
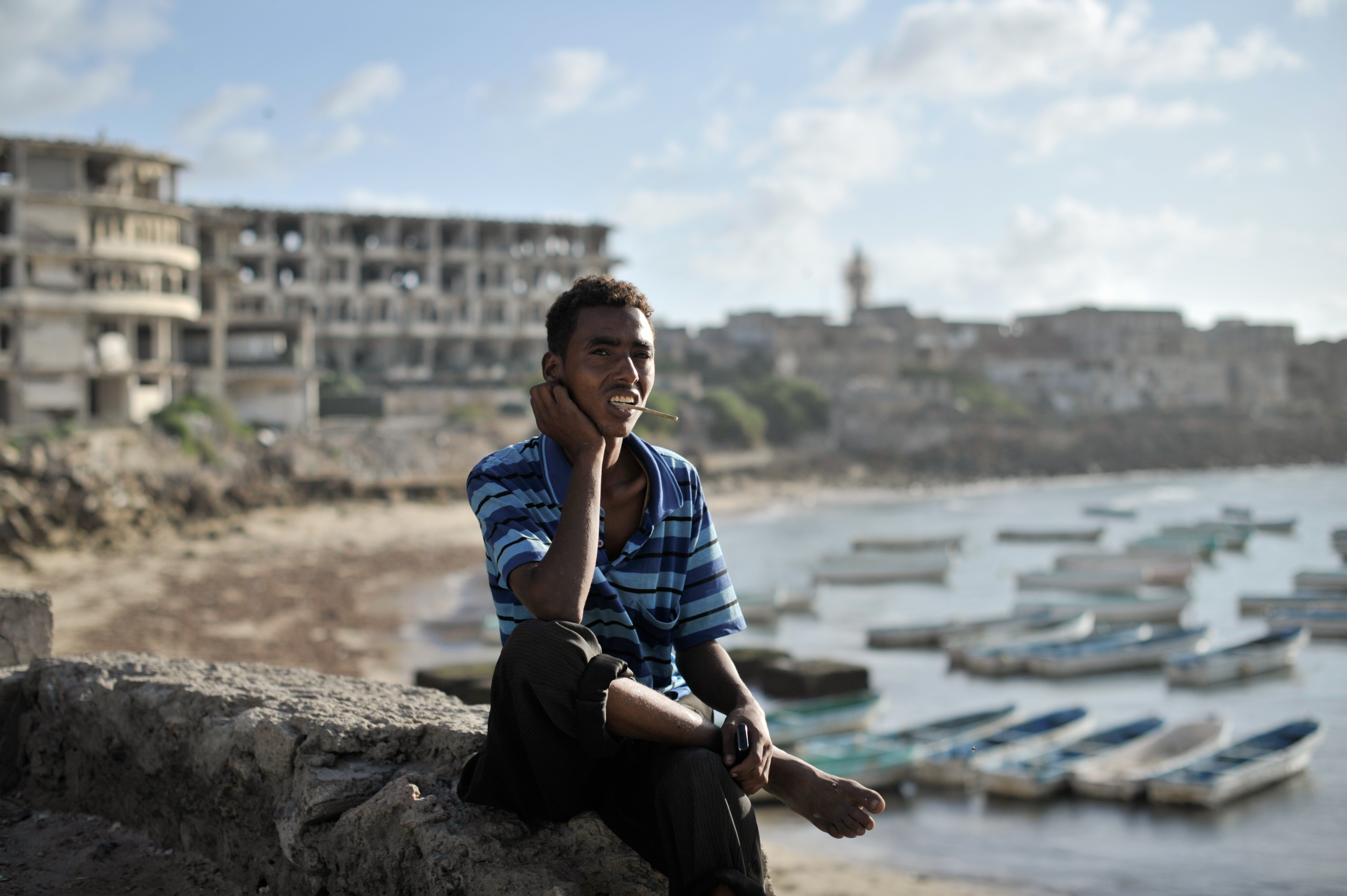
Юнак біля порту
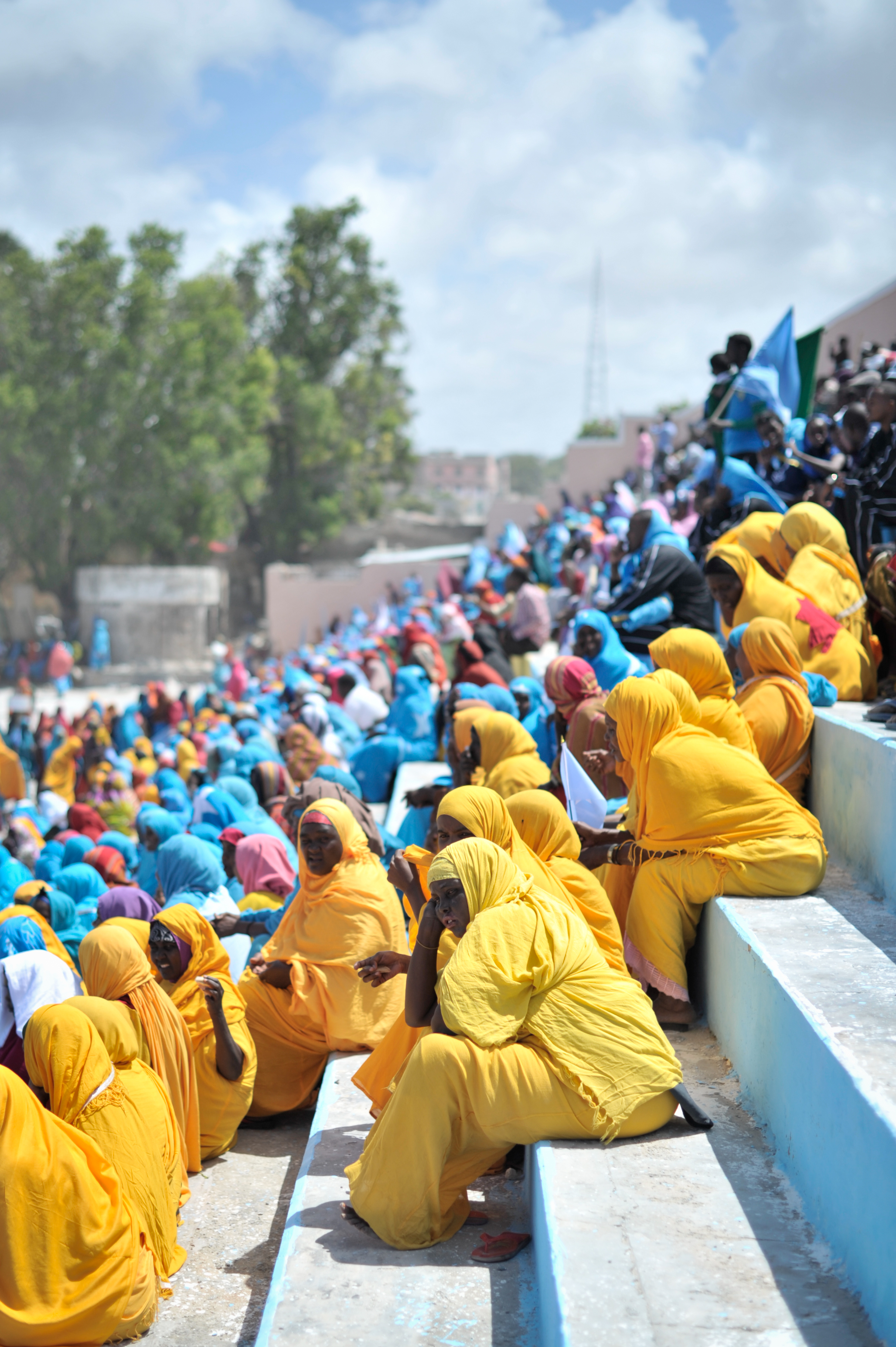
Святкування Дня незалежності (місця для жінок)
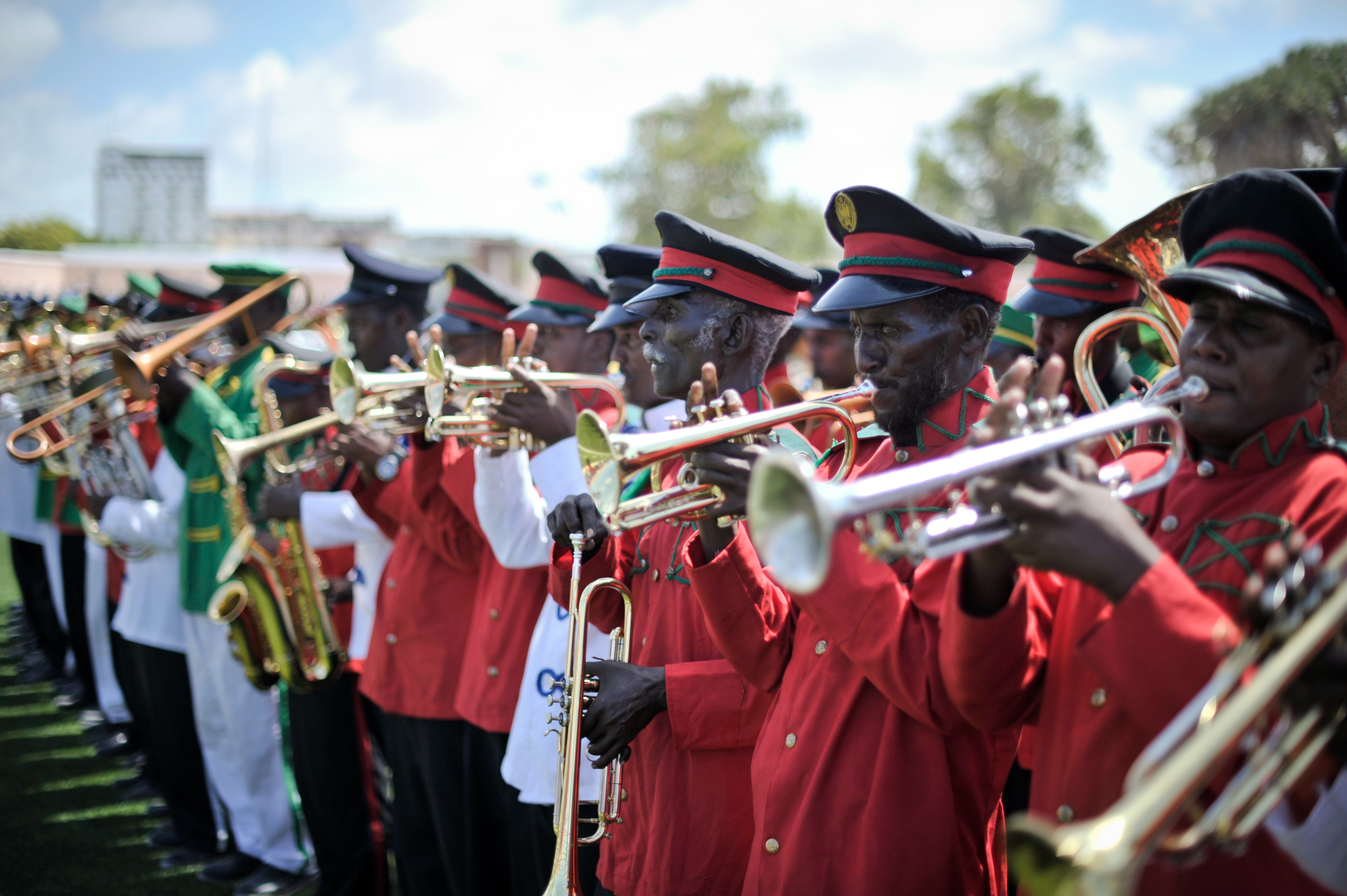
Святкування Дня незалежності (оркестр грає на стадіоні у столиці Могадішу)
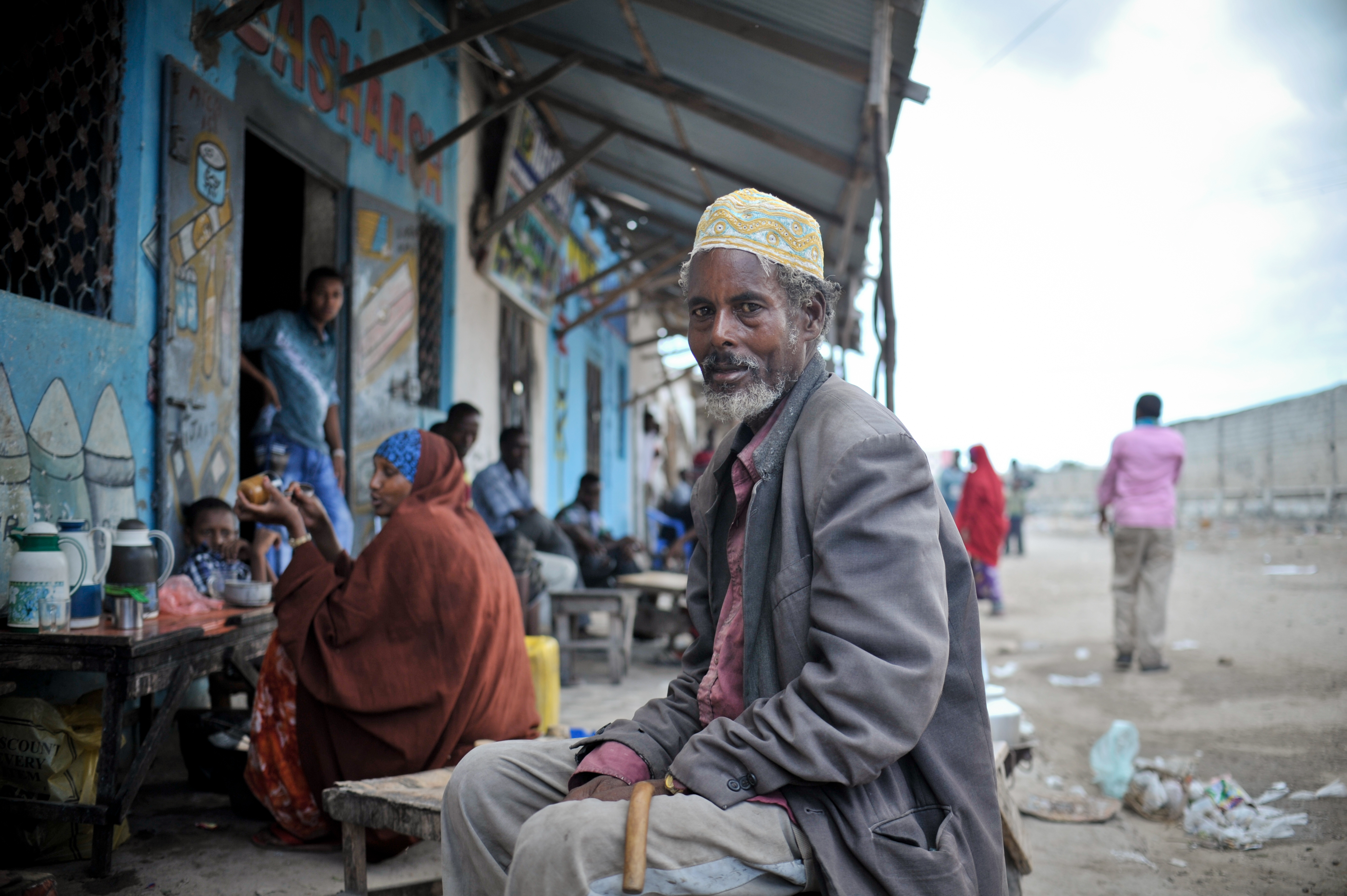
Дідусь біля кафе
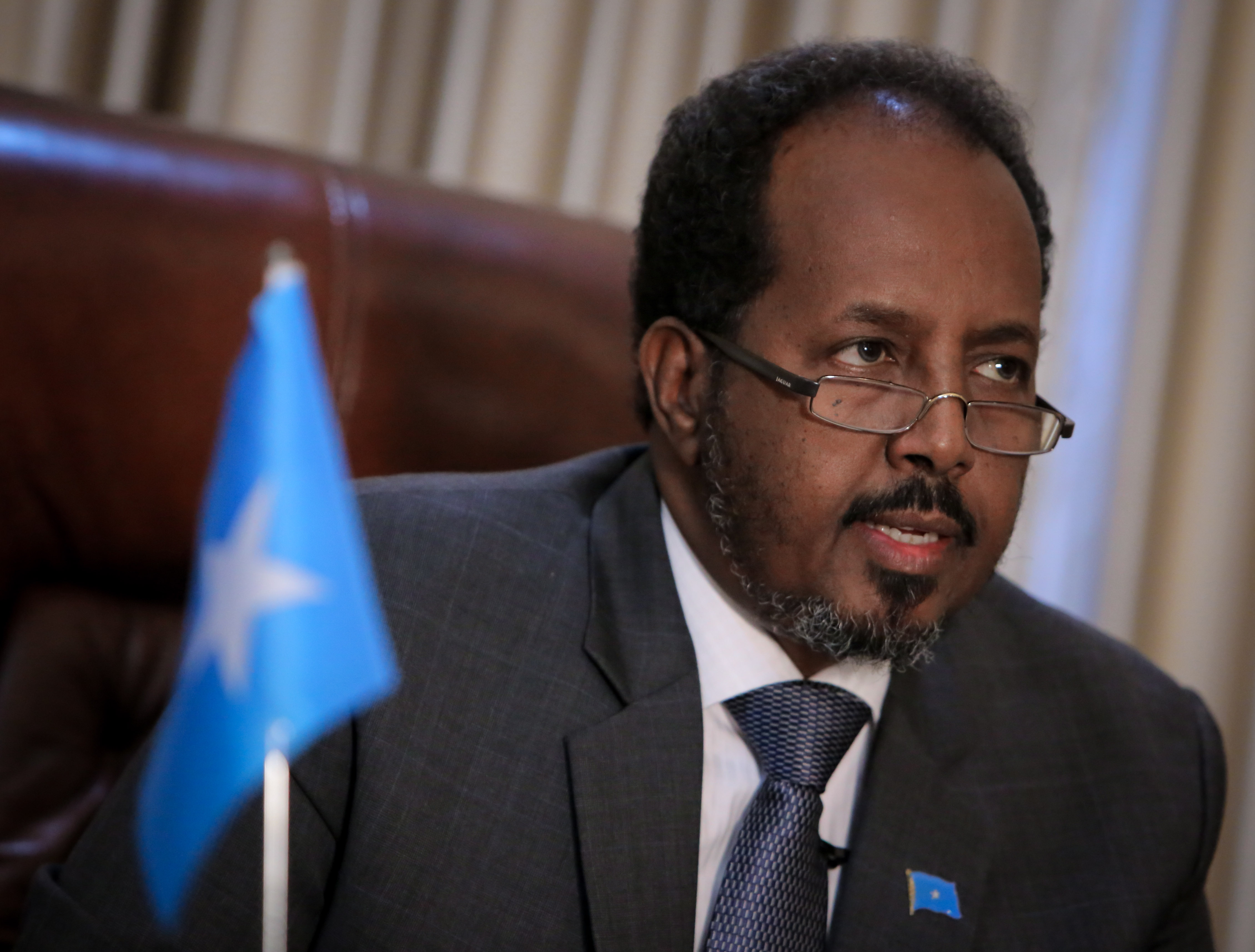
Президент Хасан Шейх Махмуд
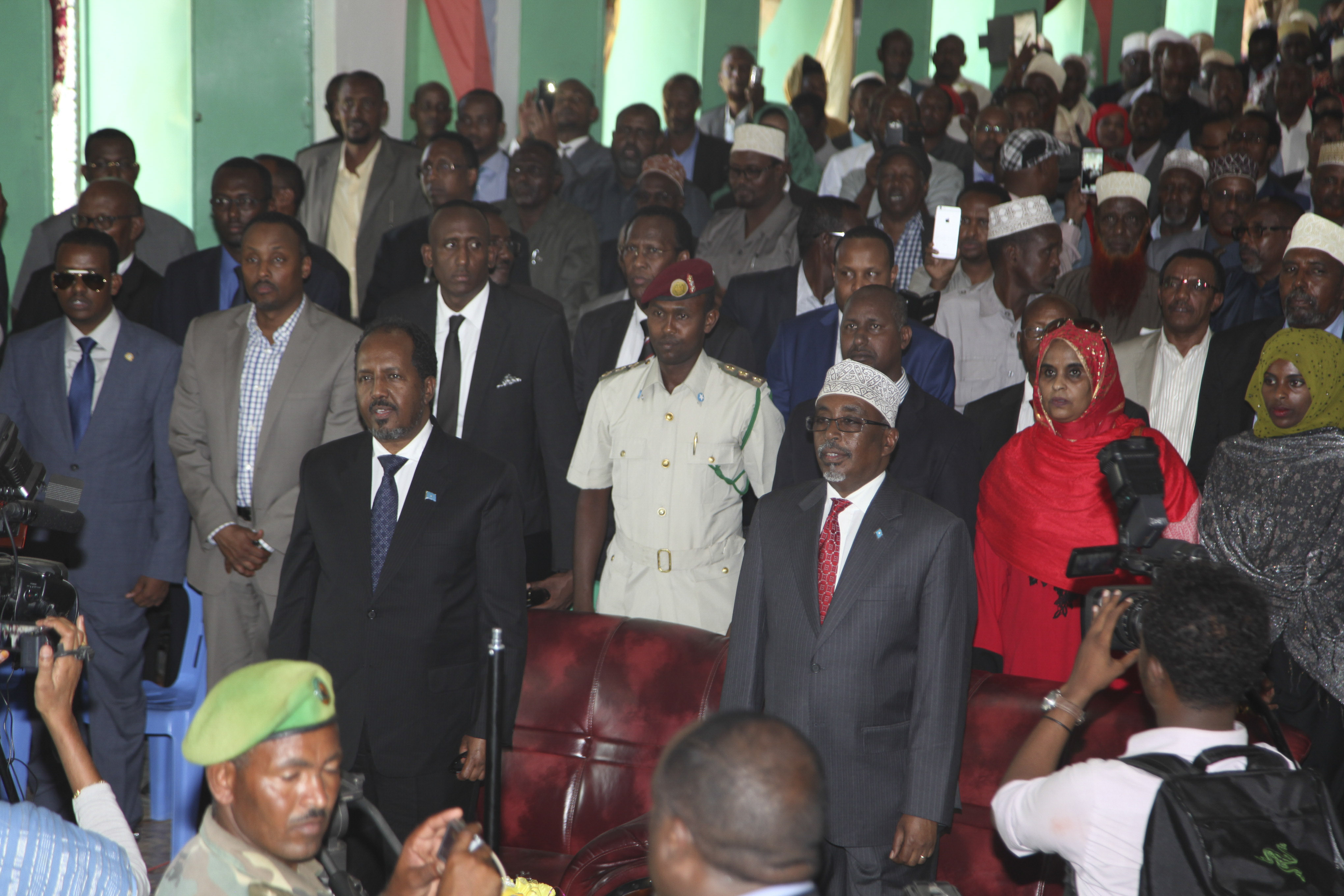
Церемонія інавгурації президента Хасаа Шейх Махмуда у 2014
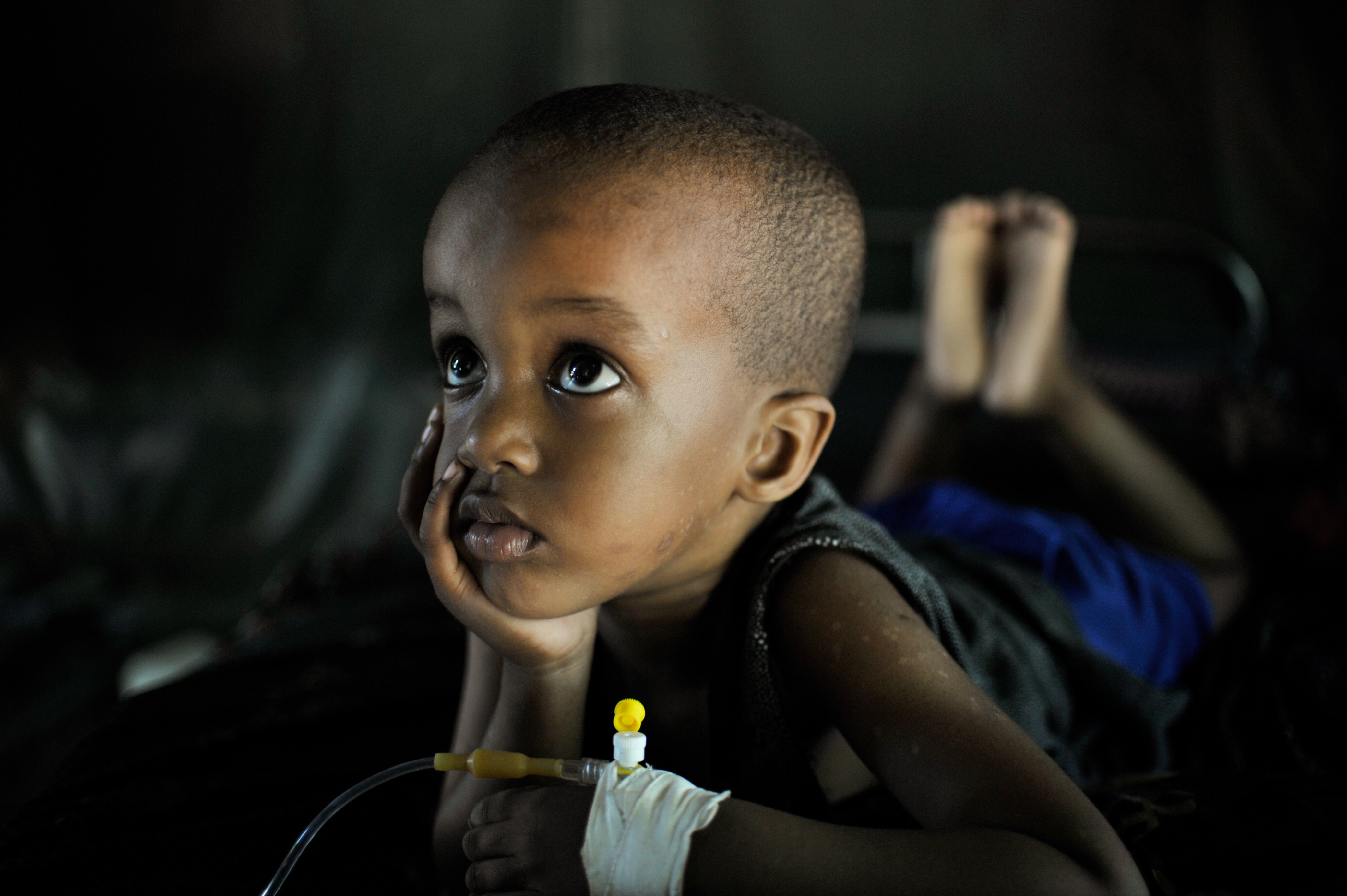
Хлопчик на лікуванні від малярії
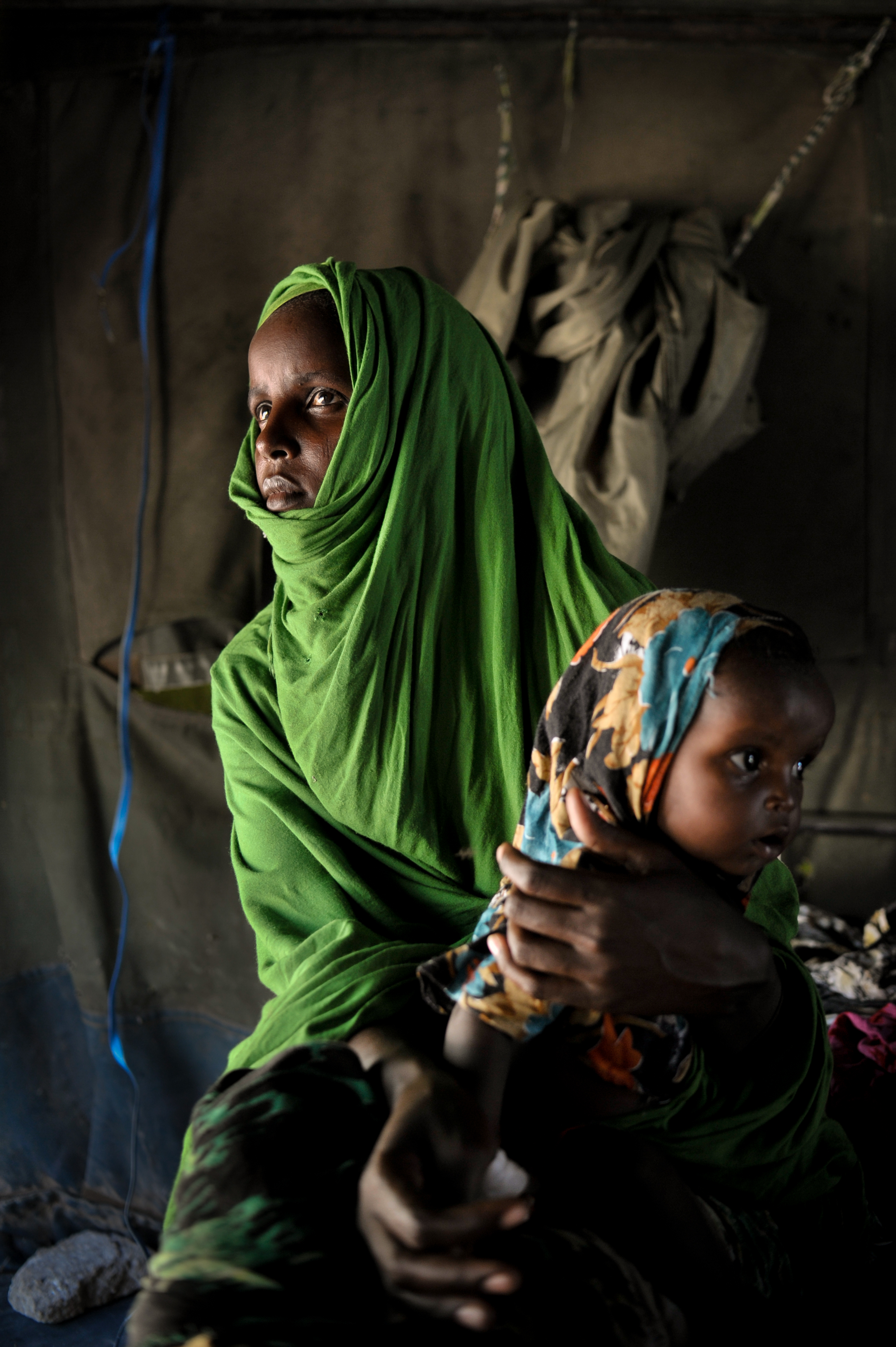
Мати із дочкою в лікарні
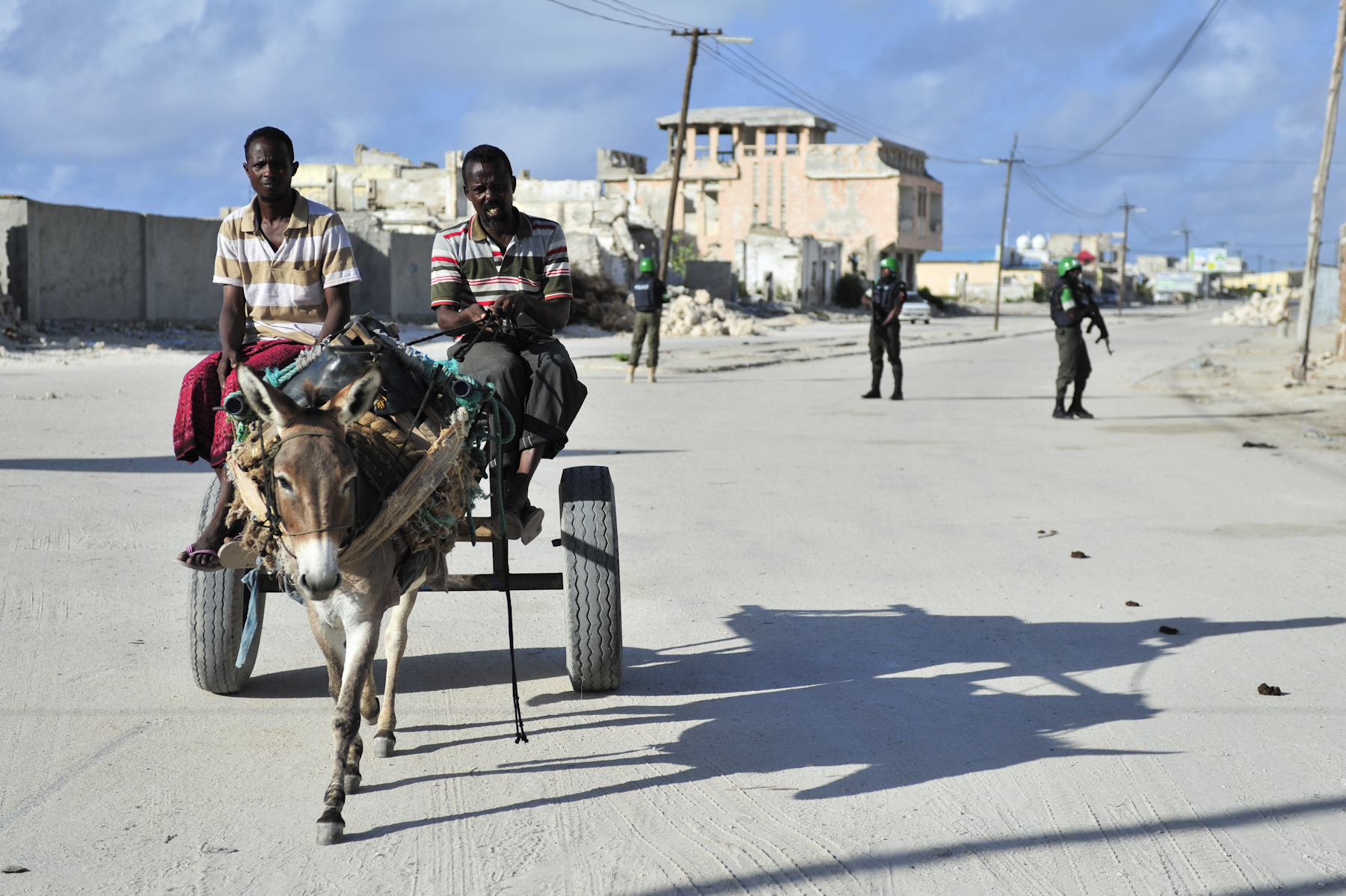
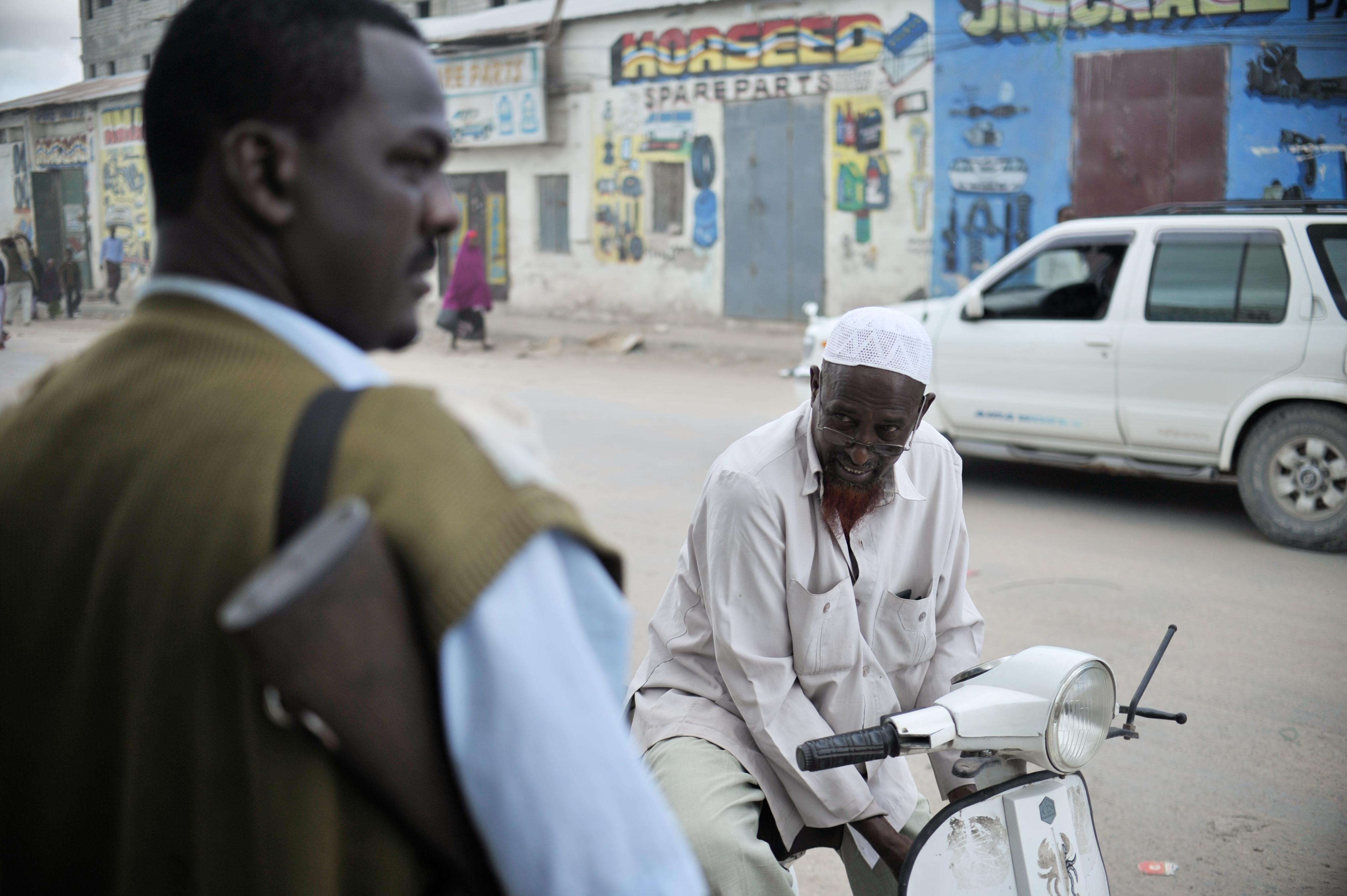
Патруль
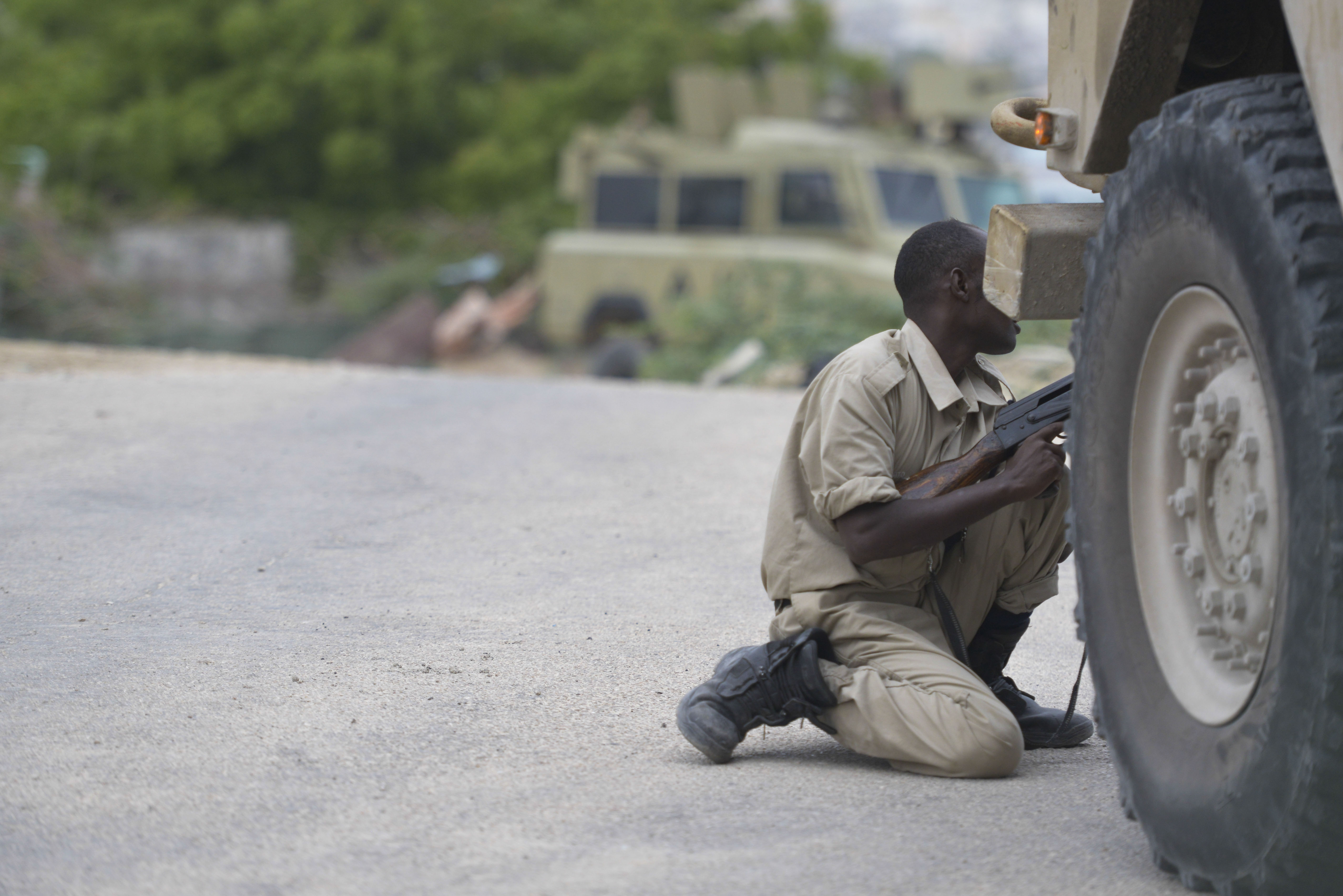
Вуличні бої під час штурму парламенту у 2014 році
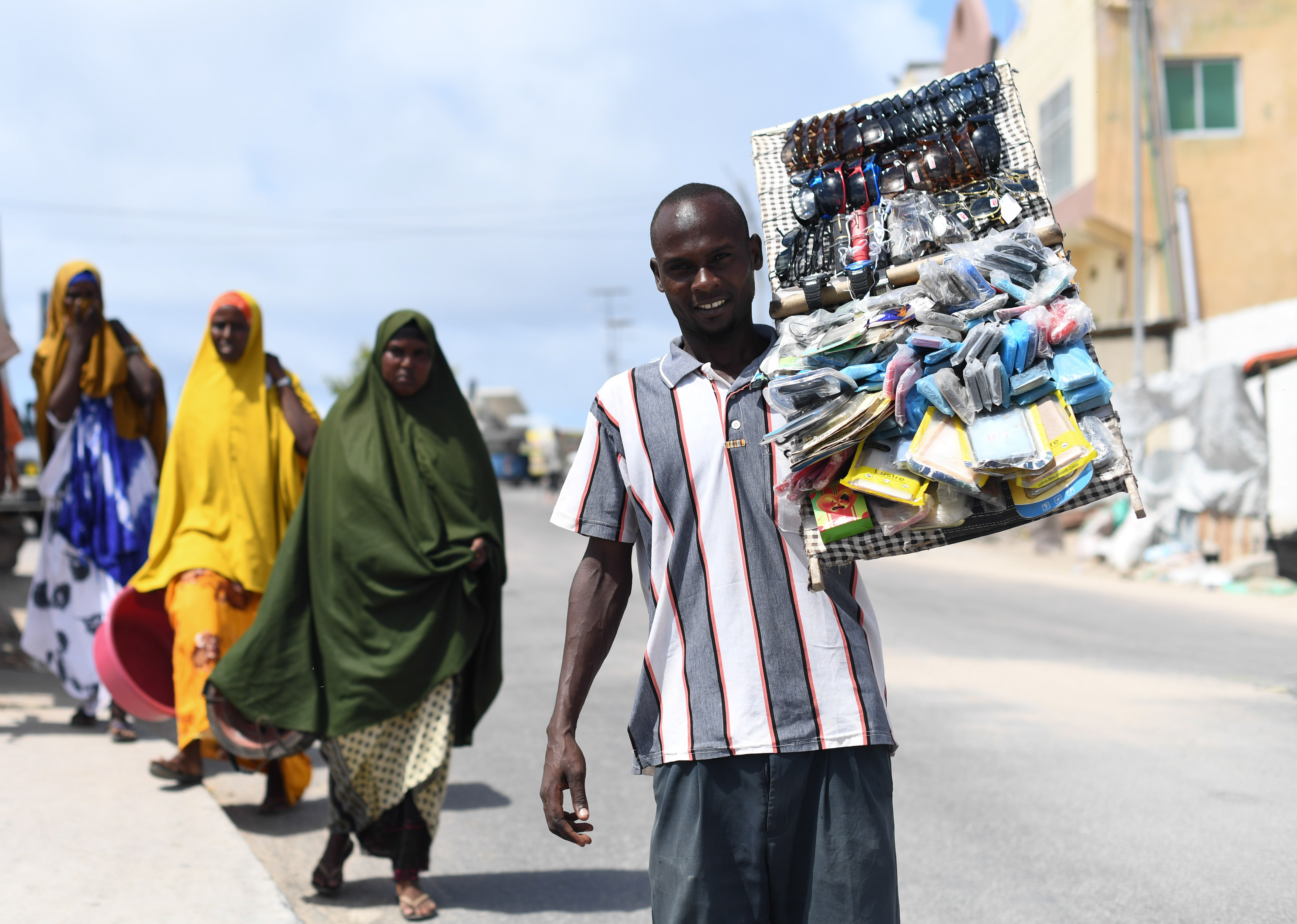
Вуличний торгівець
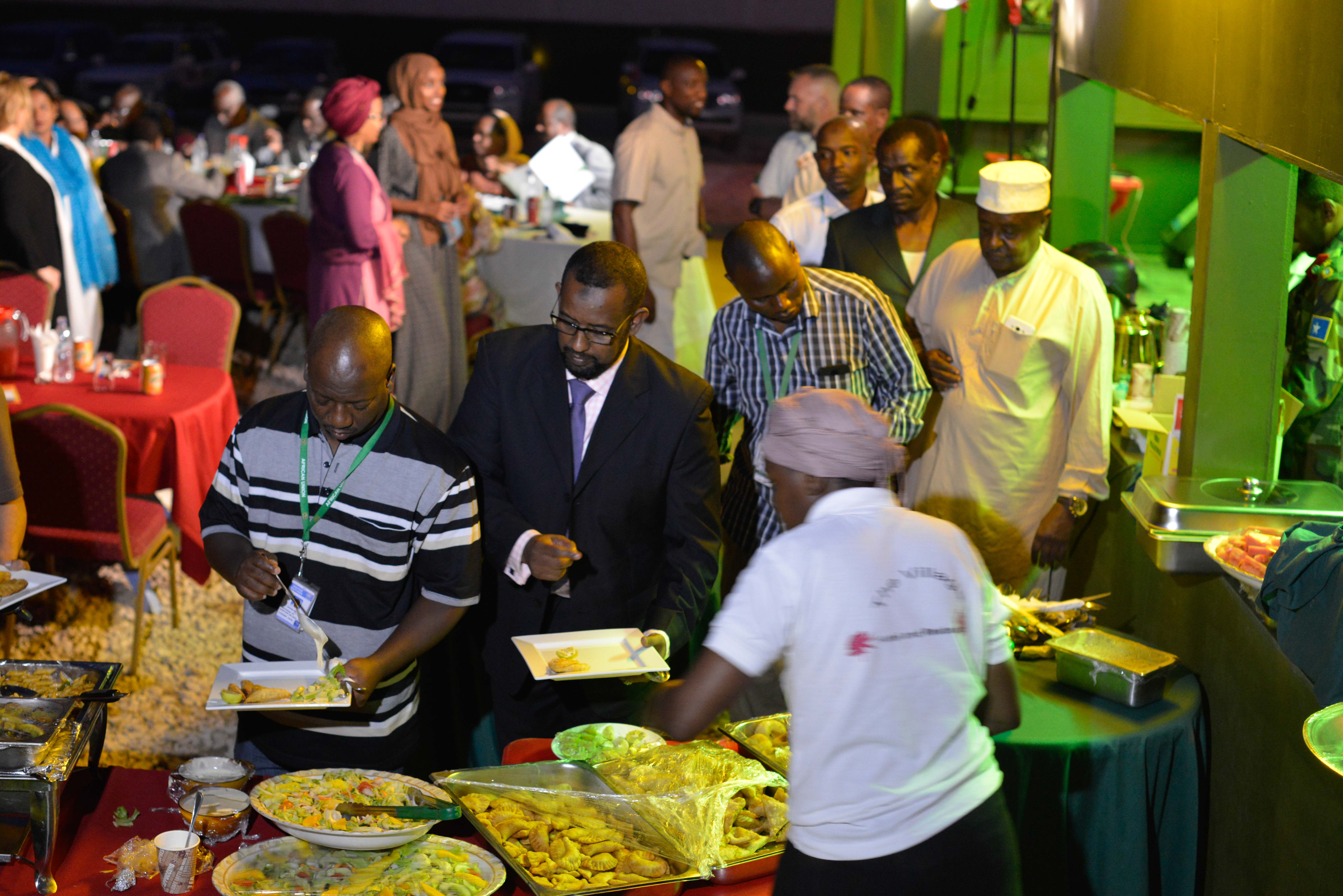
Рамадан у 2016
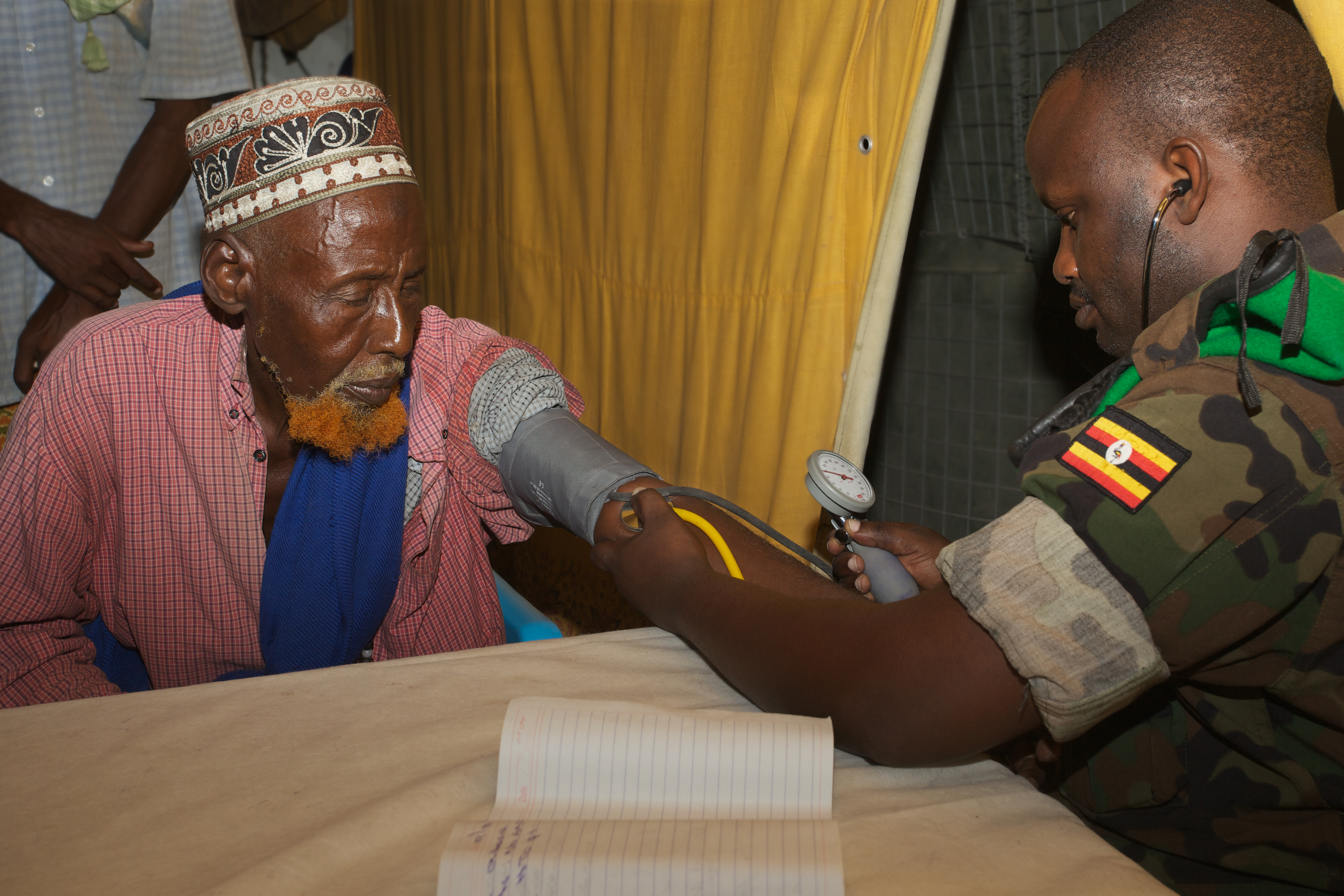
Угандійський військовий міряє тиск дідусю
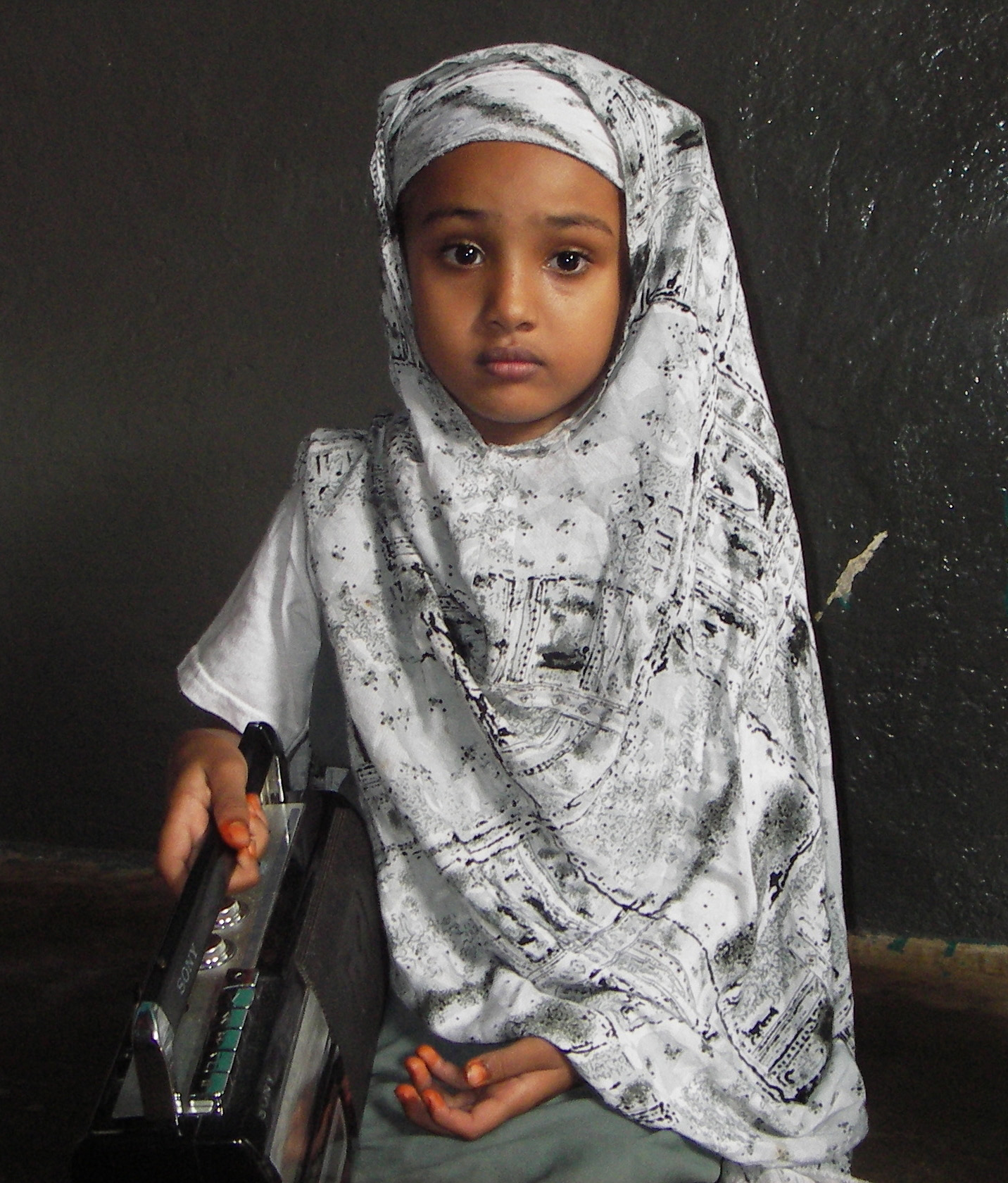
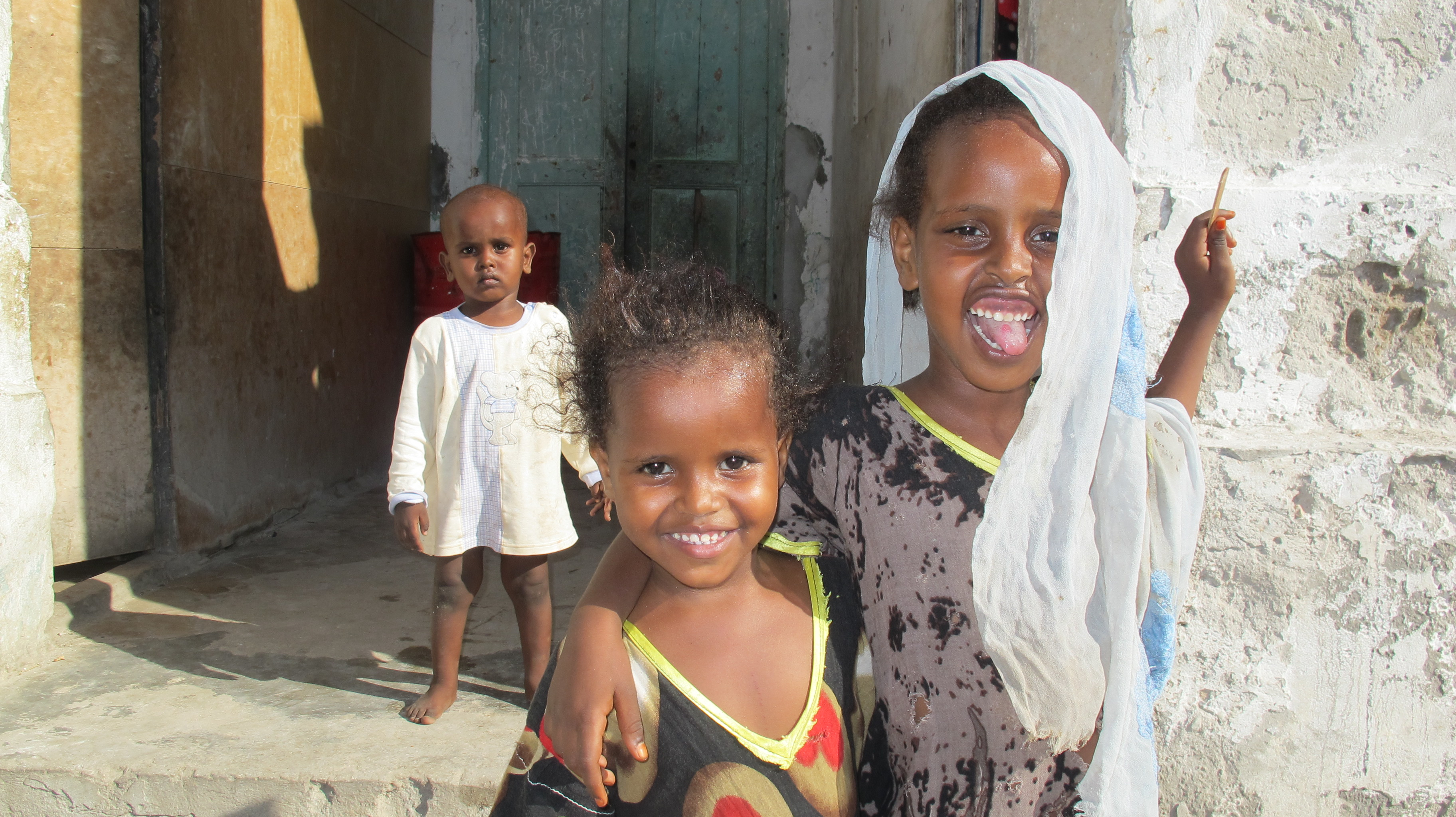
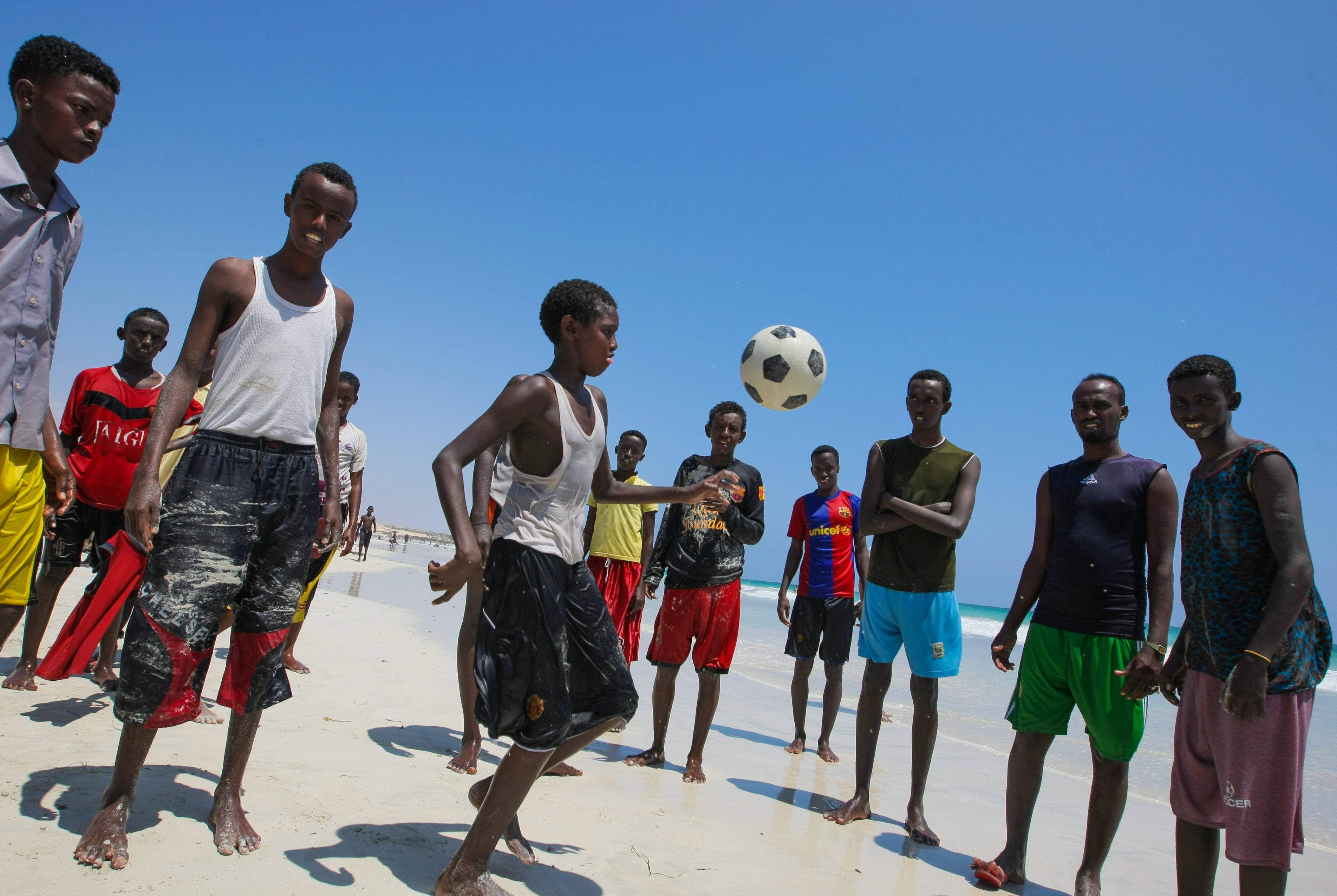
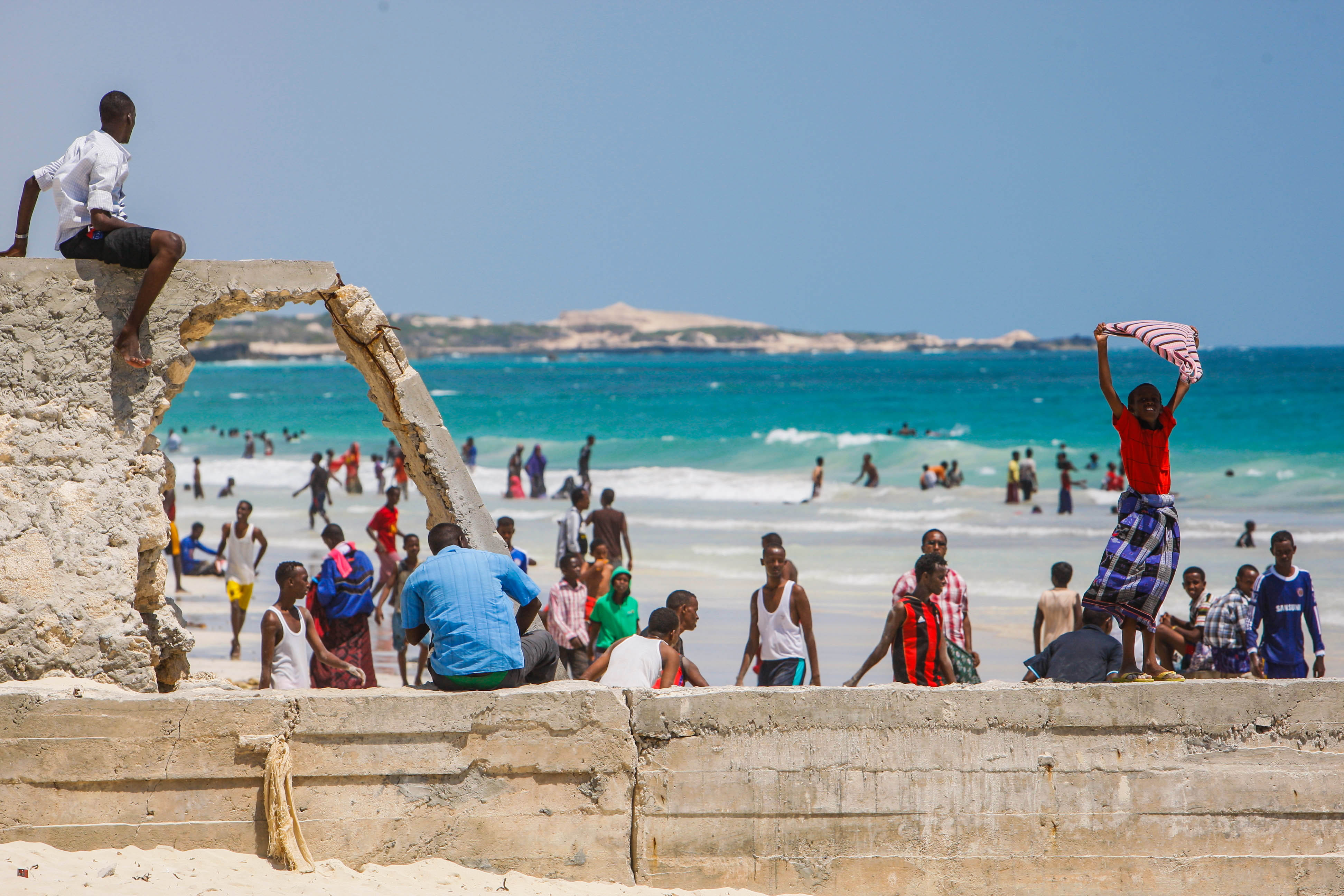
Пляж Лідо
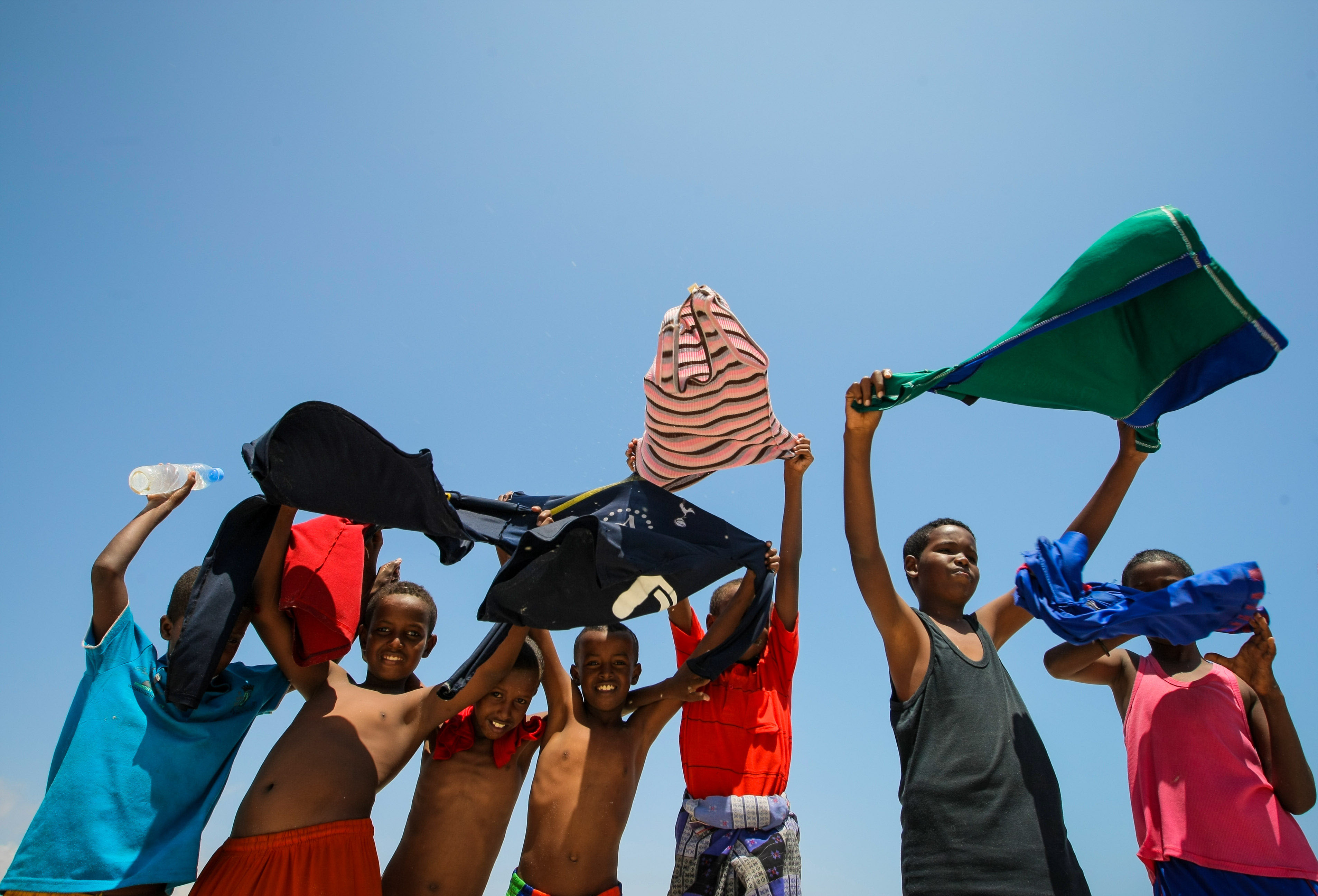
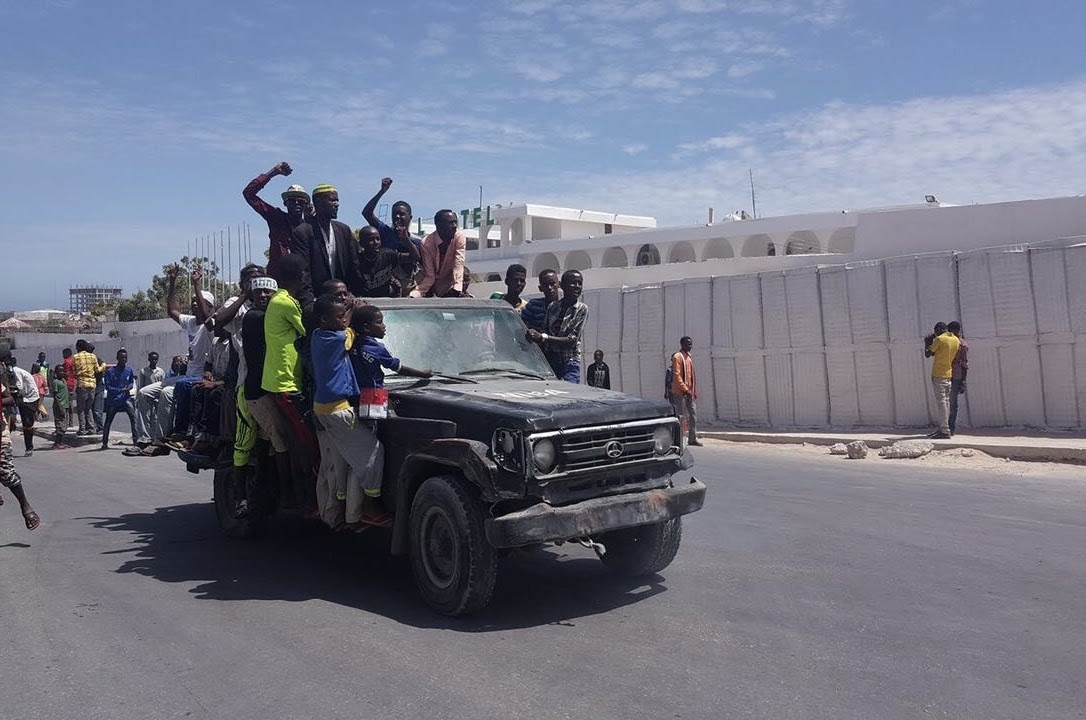
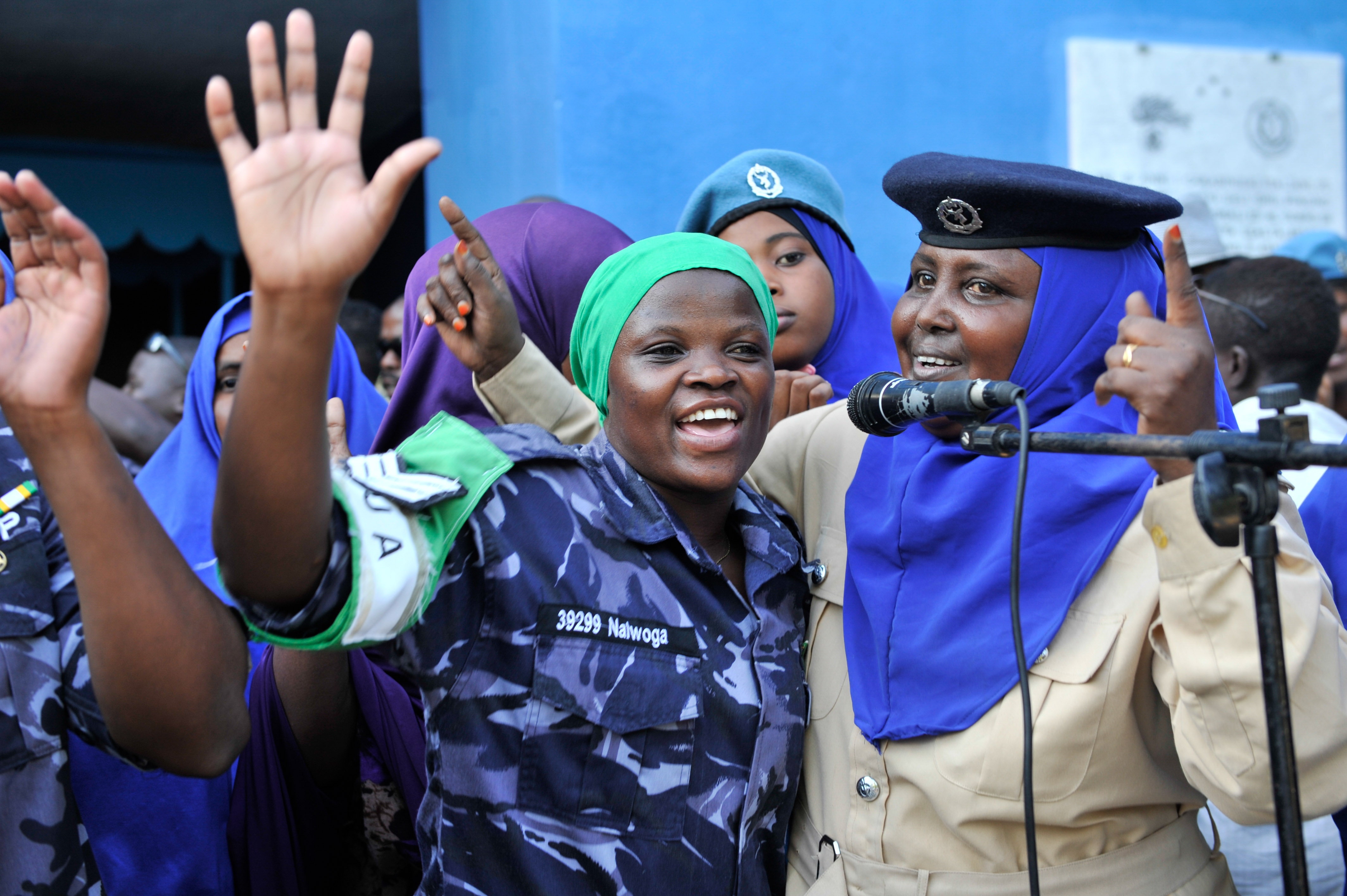
Жінки-поліцейські в Поліцейській академії

### Українською
- Атлас. 10—11 клас. Економічна і соціальна географія світу / упорядники :  О. Я. Скуратович, Н. І. Чанцева. — К. : ДНВП «Картографія», 2010. — ISBN 978-966-475-639-3.
- Атлас світу / голов. ред. І. С. Руденко ; зав. ред. В. В. Радченко ; відп. ред. О. В. Вакуленко. — К. : ДНВП «Картографія», 2005. — 336 с. — ISBN 9666315467.
- Безуглий В. В. Економічна і соціальна географія зарубіжних країн : Навчальний посібник. — К. : ВЦ «Академія», 2007. — 704 с. — ISBN 978-966-580-239-6.
- Безуглий В. В., Козинець С. В. Регіональна економічна і соціальна географія світу : Навчальний посібник. — видання 2-ге, доп., перероб. — К. : ВЦ «Академія», 2007. — 688 с. — ISBN 966-580-144-9.
- Головченко В. І., Кравчук О. Країнознавство: Азія, Африка, Латинська Америка, Австралія і Океанія. — К., 2006. — 335 с. — ISBN 966-8939-04-2.
- Гудзеляк І. І. Географія населення: Навчальний посібник / І. Гудзеляк. — Л. : Видавничий центр ЛНУ імені Івана Франка, 2008. — 232 с. — ISBN 978-966-613-599-8.
- Дахно І. І. Країни світу: Енциклопедичний довідник / І. І. Дахно, С. М. Тимофієв. — К. : Мапа, 2011. — 606 с. — (Бібліотека нового українця) — ISBN 978-966-8804-23-6.
- Дахно І. І. Економічна географія зарубіжних країн : навчальний посібник. — К. : Центр учбової літератури, 2014. — 319 с. — ISBN 978-611-01-0682-5.
- Джаман В. О. Регіональні системи розселення: демографічні аспекти. — Чернівці : Рута, 2003. — 392 с. — ISBN 9665685988.
- Дорошенко Л. С. Демографія: Навчальний посібник. — К. : МАУП, 2005. — 112 с. — ISBN 966-608-442-2.
- Дубович І. А. Країнознавчий словник-довідник. — 5-те вид., перероб. і доп. — К. : Знання, 2008. — 839 с. — ISBN 978-966-346-330-8.
- Економічна і соціальна географія країн світу. Навчальний посібник / За ред. Кузика С. П. — Л. : Світ, 2002. — 672 с. — ISBN 966-603-178-7.
- Загальна медична географія світу / В. О. Шевченко [та ін.] — К. : [б.в.], 1998. — 178 с.
- Книш М. М., Мамчур О. І. Регіональна економічна і соціальна географія світу (Латинська Америка та Карибські країни, Африка, Азія, Океанія) : навч. посіб. — Л. : ЛНУ ім. Івана Франка, 2013. — 368 с. — ISBN 978-617-10-0007-0.
- Крисаченко В. С. Динаміка населення: Популяційні, етнічні та глобальні виміри. — К. : Видавництво Національного інституту стратегічних досліджень, 2005. — 368 с. — ISBN 966-554-083-1.
- Любіцева О. О., Мезенцев К. В., Павлов С. В. Географія релігій. — К. : АртЕК, 1999. — 504 с. — ISBN 966-505-006-0.
- Масляк П. О. Країнознавство. — К. : Знання, 2007. — 292 с. — (Вища освіта XXI століття)
- Масляк П. О., Дахно І. І. Економічна і соціальна географія світу / П. О. Масляк, І. І. Дахно ; за ред. П. О. Масляка. — К. : Вежа, 2003. — 280 с. — ISBN 966-7091-53-8.

### Російською
- (рос.) Сомали // Демографический энциклопедический словарь / главн. ред. Валентей Д. И. — М. : Советская энциклопедия, 1985. — 608 с.
- (рос.) Сомали // Африка: энциклопедический справочник [в 2-х тт.] / гл. ред. А. Громыко. — М. : Советская энциклопедия, 1987. — Т. 2. — 671 с.
- (рос.) Сомали // Страны и народы. Африка. Восточная и Южная Африка / Редкол. : М. Б. Горнунг, Г. Б. Старушенко (отв. ред.) и др. — М. : «Мысль», 1981. — 269 с. — (Страны и народы) — 180 тис. прим.
- (рос.) Атлас народов мира / Отв. ред. С. И. Брук и В. С. Апенченко. — М. : ГУГК ГГК СССР и Институт этнографии им. Н. Н. Миклухо-Маклая АН СССР, 1964. — 185 с. — 20 тис. прим.
- (рос.) Численность и расселение народов мира. Этнографические очерки / под ред. С. И. Брука. — М. : Издательство АН СССР, 1962. — 487 с.
- (рос.) Лаппо Г. М. География городов: Учебное пособие для географических факультетов вузов. — М. : Туманит, изд. центр ВЛАДОС, 1997. — 476 с. — ISBN 5-691-00047-0.
- (рос.) Ягельский А. География населения. — М. : Прогресс, 1980. — 383 с.